# Ste-Marie-Madeleine (Champeaux)

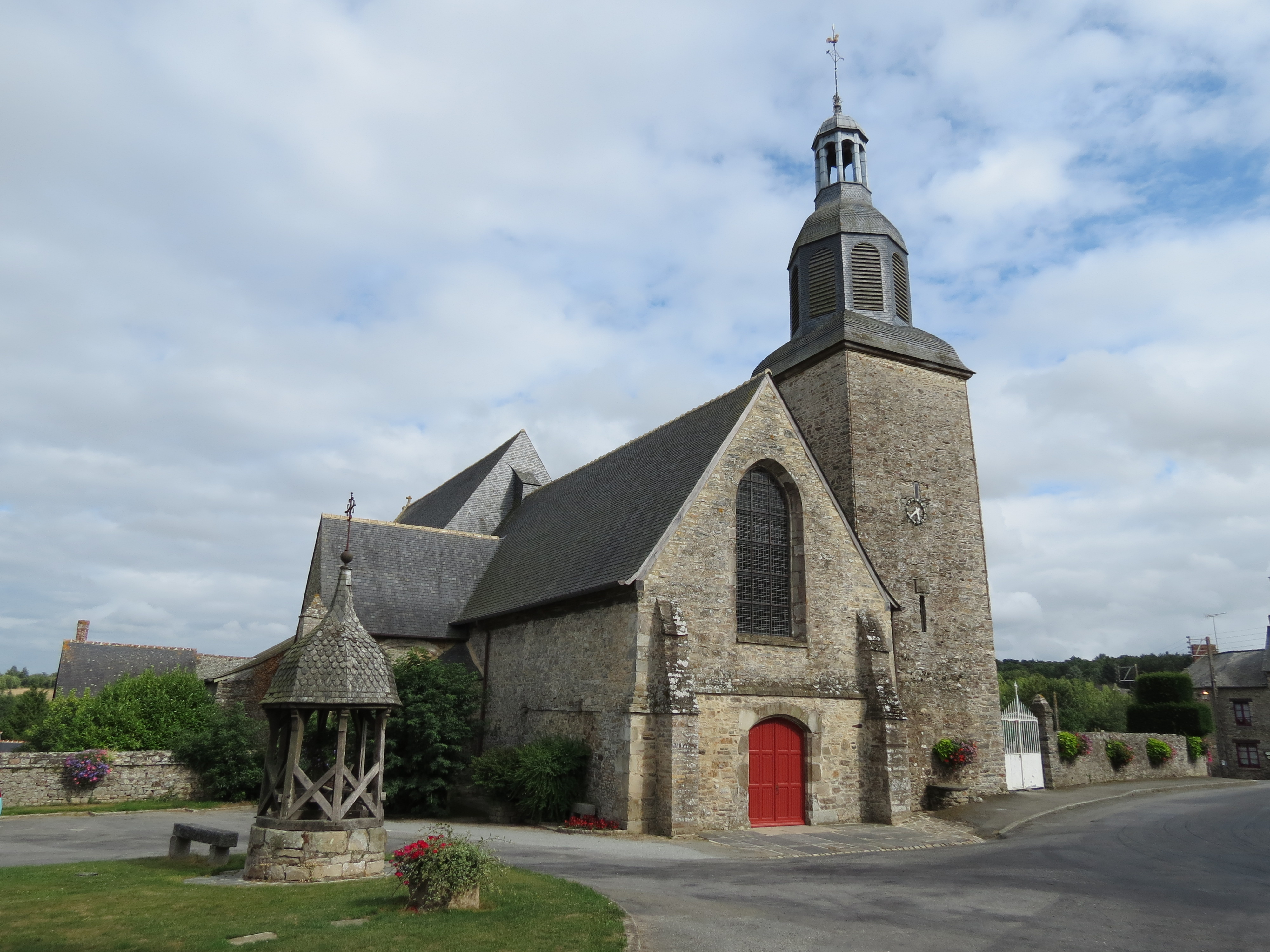
Kirche Sainte-Marie-Madeleine

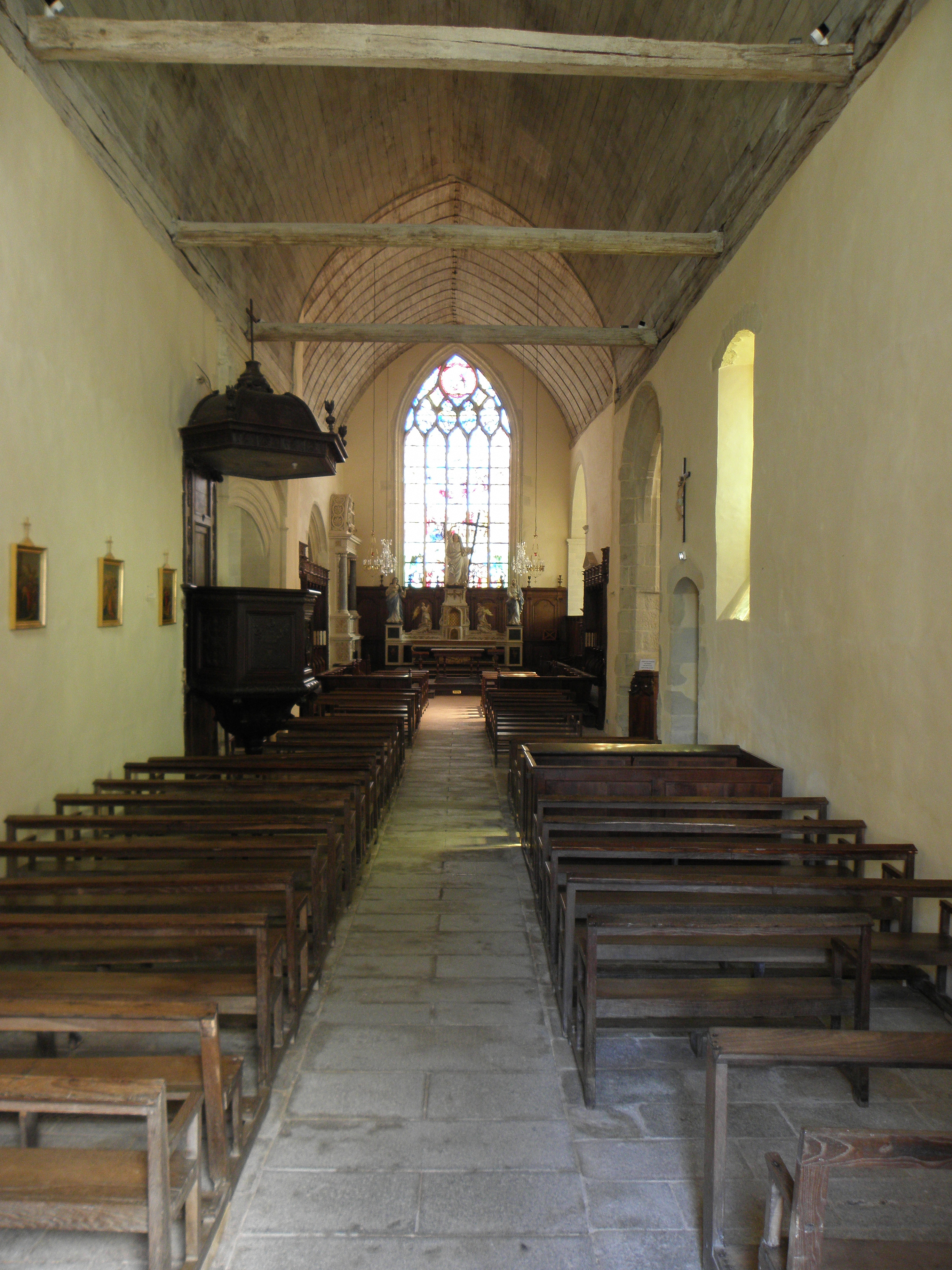
Innenraum

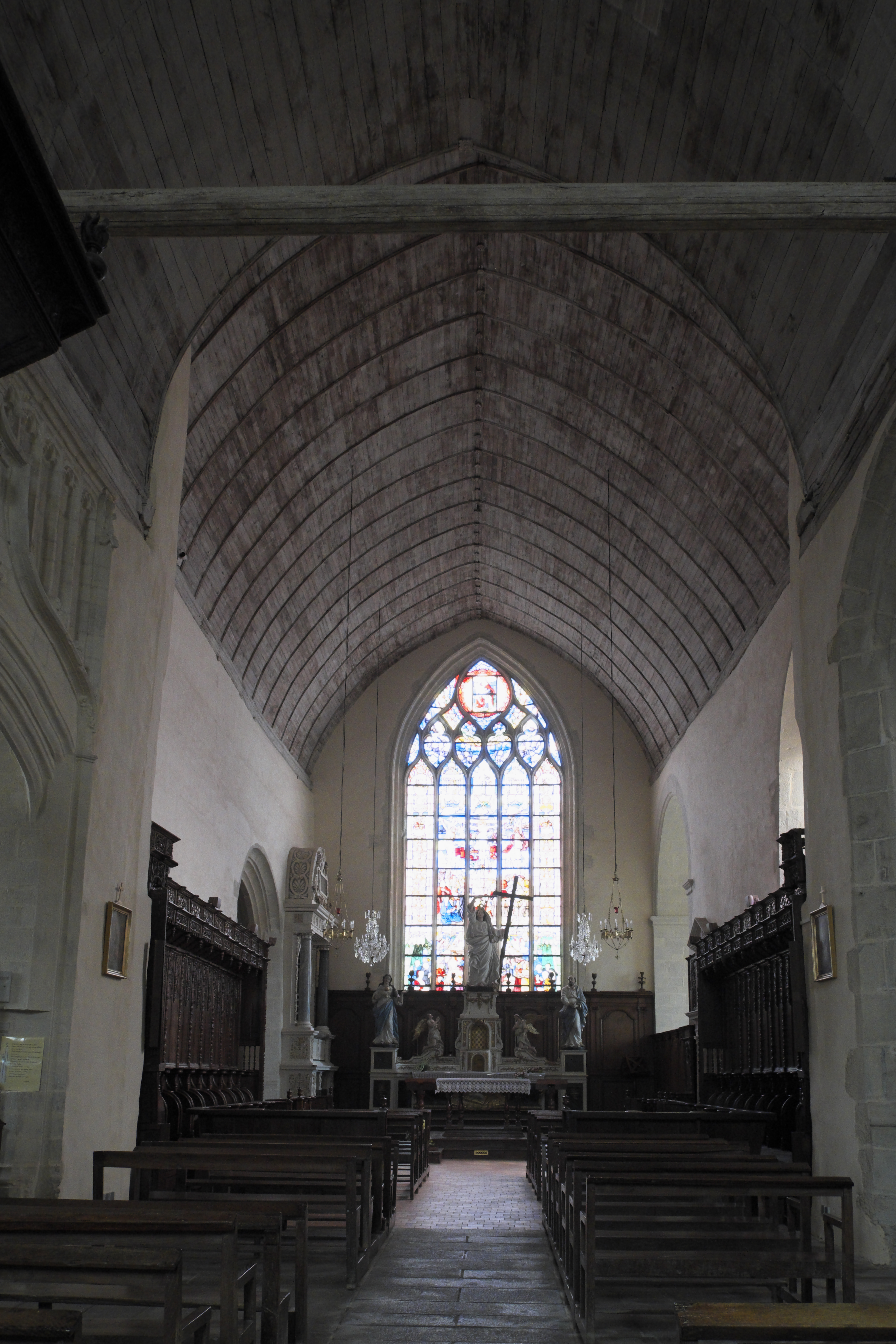
Chor

Die römisch-katholische Kirche Sainte-Marie-Madeleine in Champeaux, einer Gemeinde im Département Ille-et-Vilaine in der französischen Region Bretagne, wurde zu Beginn des 15. Jahrhunderts erbaut. In der Kirche sind Grabmale, ein Chorgestühl und Bleiglasfenster aus der Renaissance erhalten. Im Jahr 1910 wurde die Kirche als Monument historique in die Liste der Baudenkmäler in Frankreich aufgenommen.

## Geschichte
Im Jahr 1414 erhielt Simon d’Espinay von Johann VI., dem Herzog der Bretagne, die Erlaubnis, an der Stelle eines ehemaligen Leprosenhauses eine Kirche zu errichten, die zur Grablege seiner Familie werden sollte. Das Patrozinium der Kirche erinnert noch an die Kapelle des Vorgängerbaus, die – wie häufig bei Leprosenhäusern – ebenfalls Maria Magdalena geweiht war. Die neue Kirche sollte auch die alte, dem Apostel Petrus geweihte Pfarrkirche ersetzen, die baufällig geworden war und abgerissen wurde. Robert d’Espinay, Simons Sohn, richtete um 1432 ein Kanonikerstift mit sechs Chorherren ein und Papst Eugen IV. erhob 1437 die Kirche zur Stiftskirche. Sie wurde von den Nachkommen des Gründers, die sich dort bestatten ließen und die im 16. Jahrhundert zu Markgrafen erhoben wurden, mit zahlreichen Stiftungen bedacht. Guy III. d’Espinay und seine Gemahlin Louise de Goulaine gaben das Chorgestühl und das große Chorfenster mit der Kreuzigungsszene in Auftrag, auf dem sie unten dargestellt sind. 

## Architektur
Das einschiffige Langhaus, der Chor und die an der Nordseite sich anschließende Barbarakapelle stammen aus der Mitte des 15. Jahrhunderts. Sie sind die ältesten Teile der Kirche und werden von hölzernen Spitztonnen gedeckt. Die gegenüber der Marienkapelle im frühen 16. Jahrhundert ans südliche Langhaus angefügte Jakobskapelle besitzt wie die beiden Patronatskapellen, die Marienkapelle im Norden, die ebenfalls noch aus dem 15. Jahrhundert stammt, und die 1593/94 im Süden an den Chor angebaute Kapelle Kreuzrippengewölbe mit Schlusssteinen. An diese südliche Chorkapelle schließt sich im Westen eine Sakristei an. Der im Verhältnis zum Langhaus ungewöhnlich große Chor liegt in der Unterbringung des Stiftskapitels begründet. Der südlich an die Westfassade angebaute Glockenturm stammt aus dem 18. Jahrhundert.

## Sakristeitür
Die Tür zur Sakristei wurde 1594 ausgeführt. Auf den Sockeln der Säulen ist die Inschrift „Ricand me fecit“ und die Jahreszahl 1594 eingemeißelt. Die Tür ist wie ein Triumphbogen gestaltet und führt zur 1593/94 für das Grabmal von Jean d’Espinay († 1591) errichteten Patronatskapelle. Zu beiden Seiten der Tür sieht man in der Holztäfelung ein Paar, einen Wilden Mann und eine Wilde Frau, mit Wappenschilden. Die Wappen wurden während der Französischen Revolution abgeschlagen.

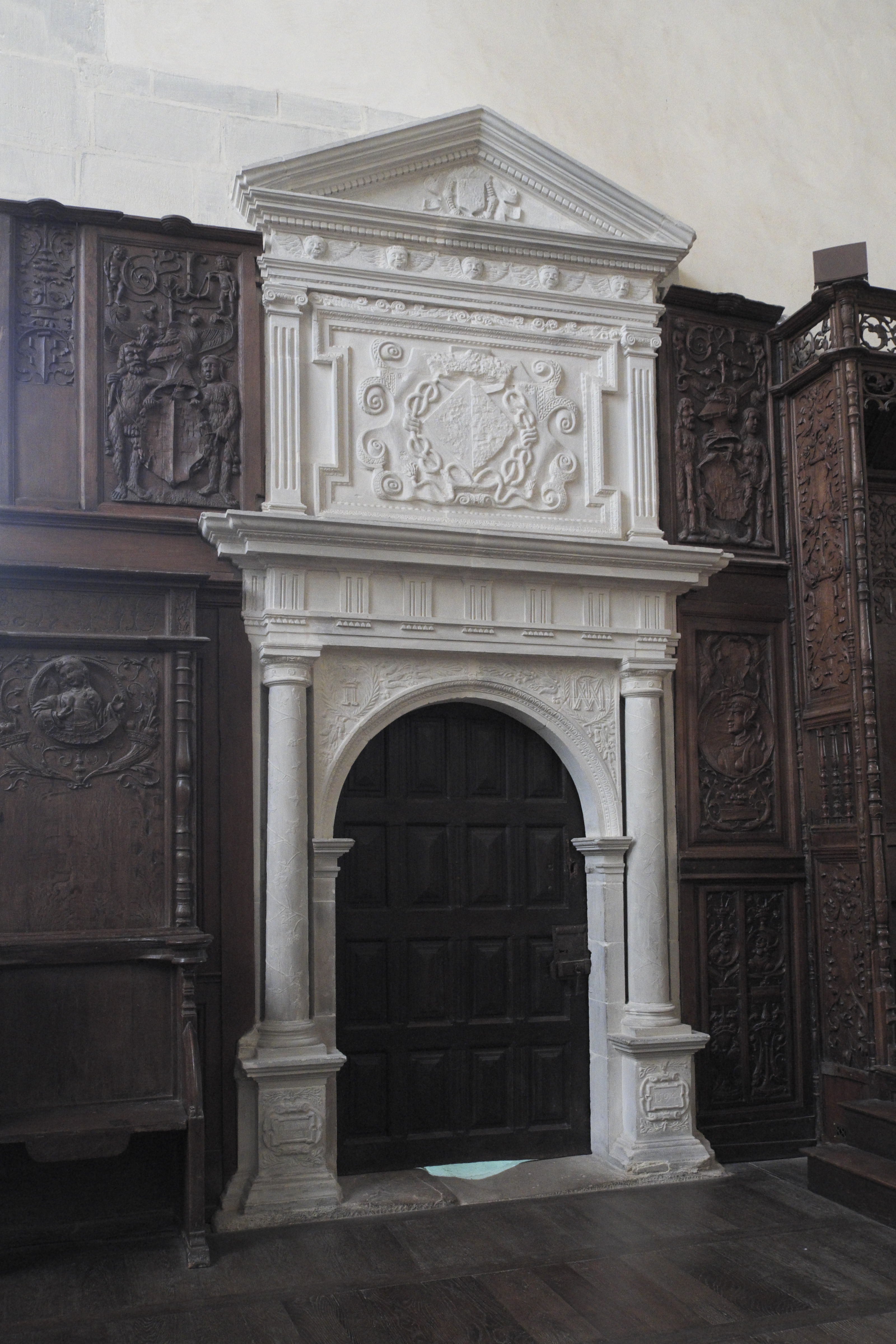
Sakristeitür
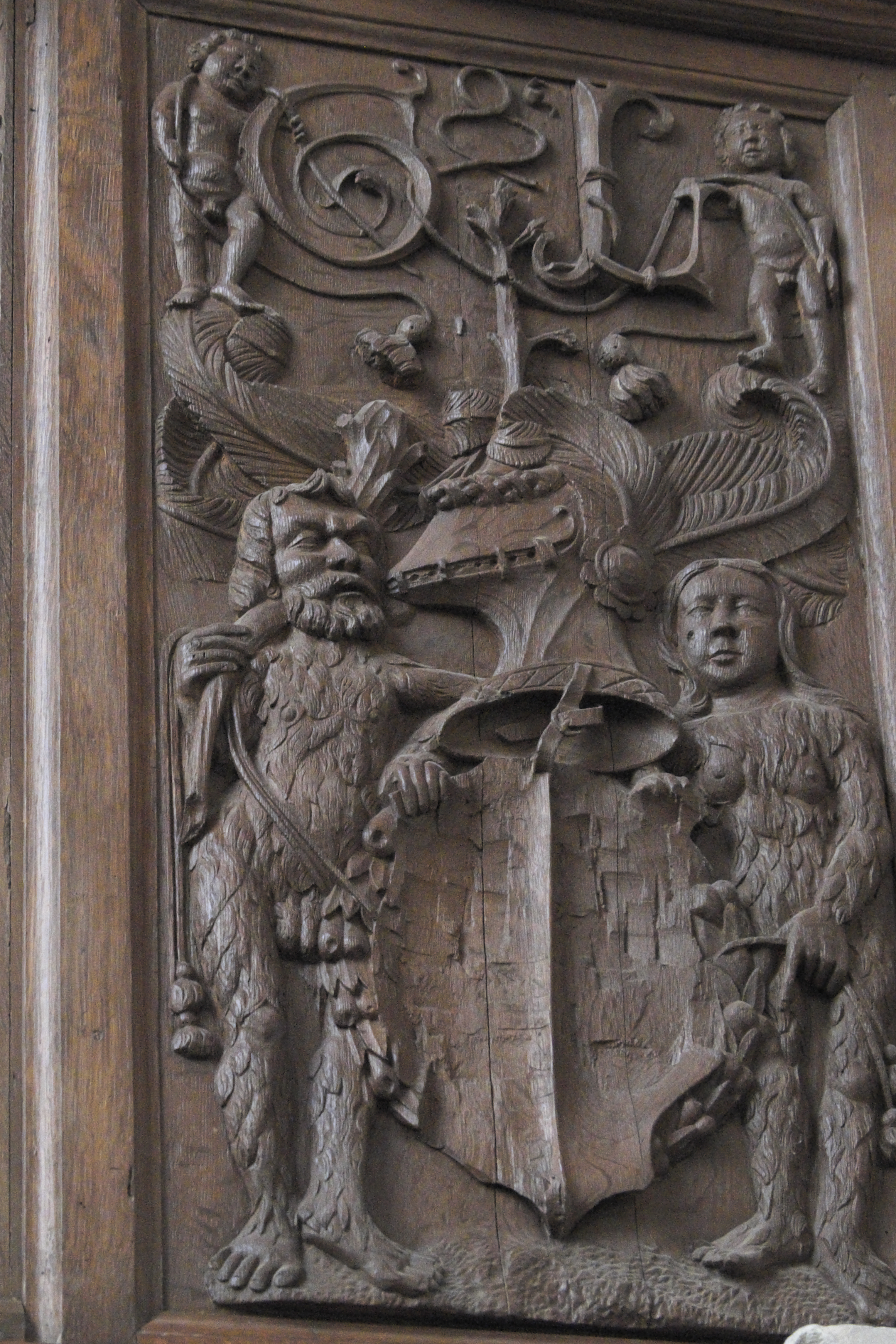
Holztäfelung mit Wildem Mann und Wilder Frau als Schildhalter

## Bleiglasfenster
- Fenster 0

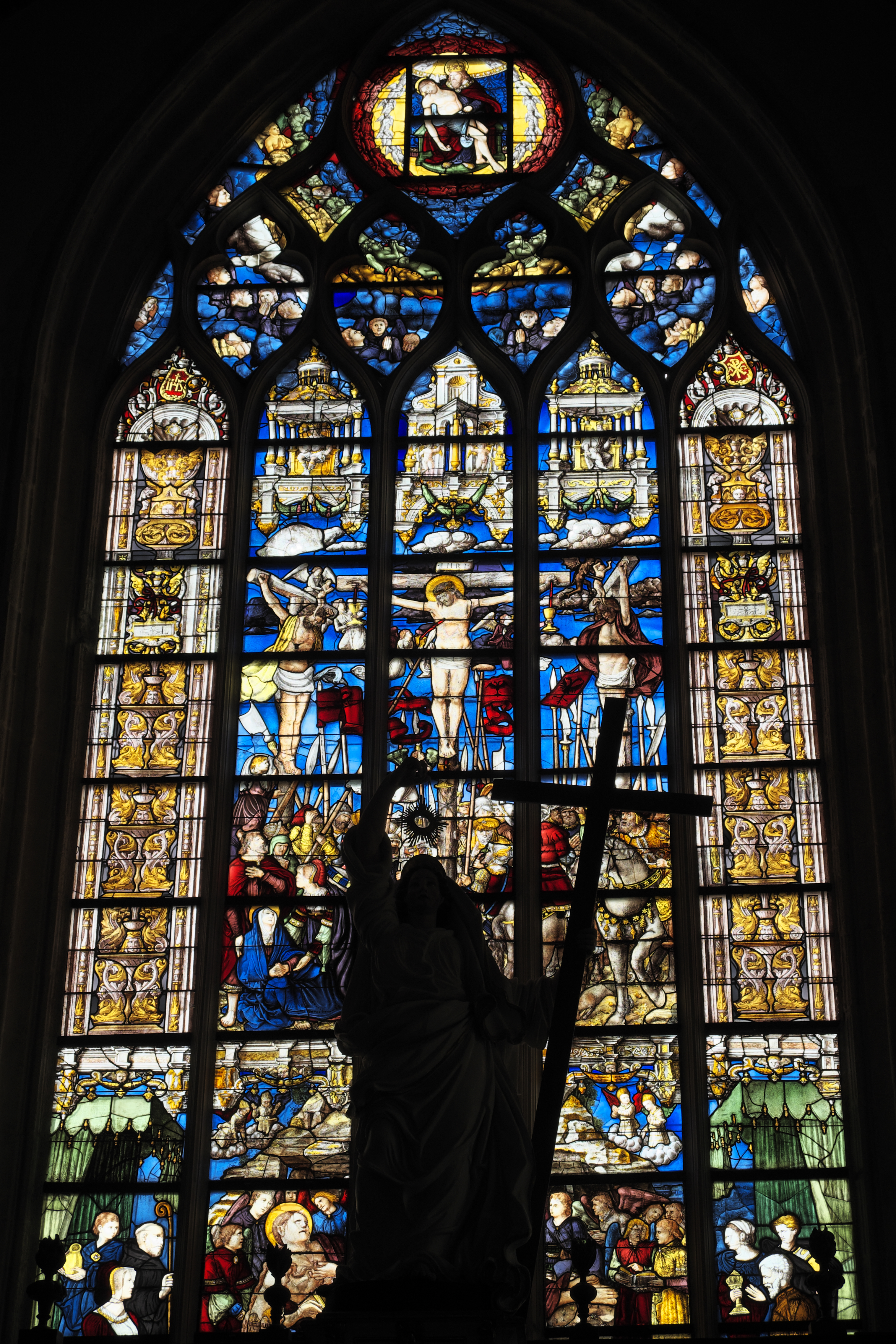
Kreuzigungsfenster

Das große Chorfenster, das Kreuzigungsfenster, wurde zwischen 1539 und 1541 ausgeführt und von Guy III. d’Espinay und Louise de Goulaine gestiftet. Es wird dem Glasmaler Gilles de La Croix-Vallée zugeschrieben. In der Mitte ist die Kreuzigung Christi zwischen den beiden Schächern und im Maßwerk der Gnadenstuhl dargestellt. Am unteren Bildrand sieht man außen das Stifterpaar und in der Mitte die Ekstase der heiligen Maria Magdalena in ihrer Höhle im Massif de la Sainte-Baume.

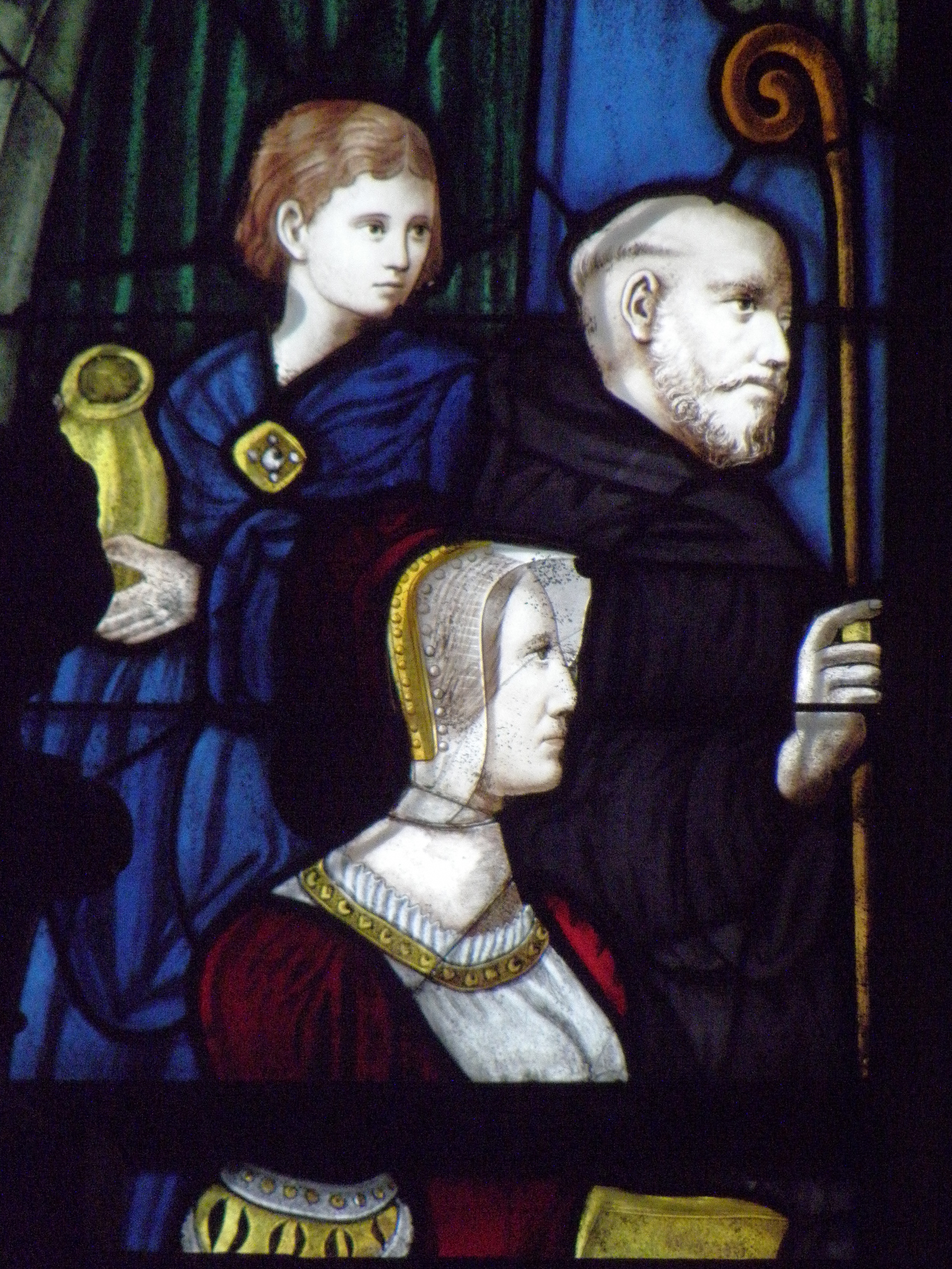
Louise de Goulaine (Mitte)
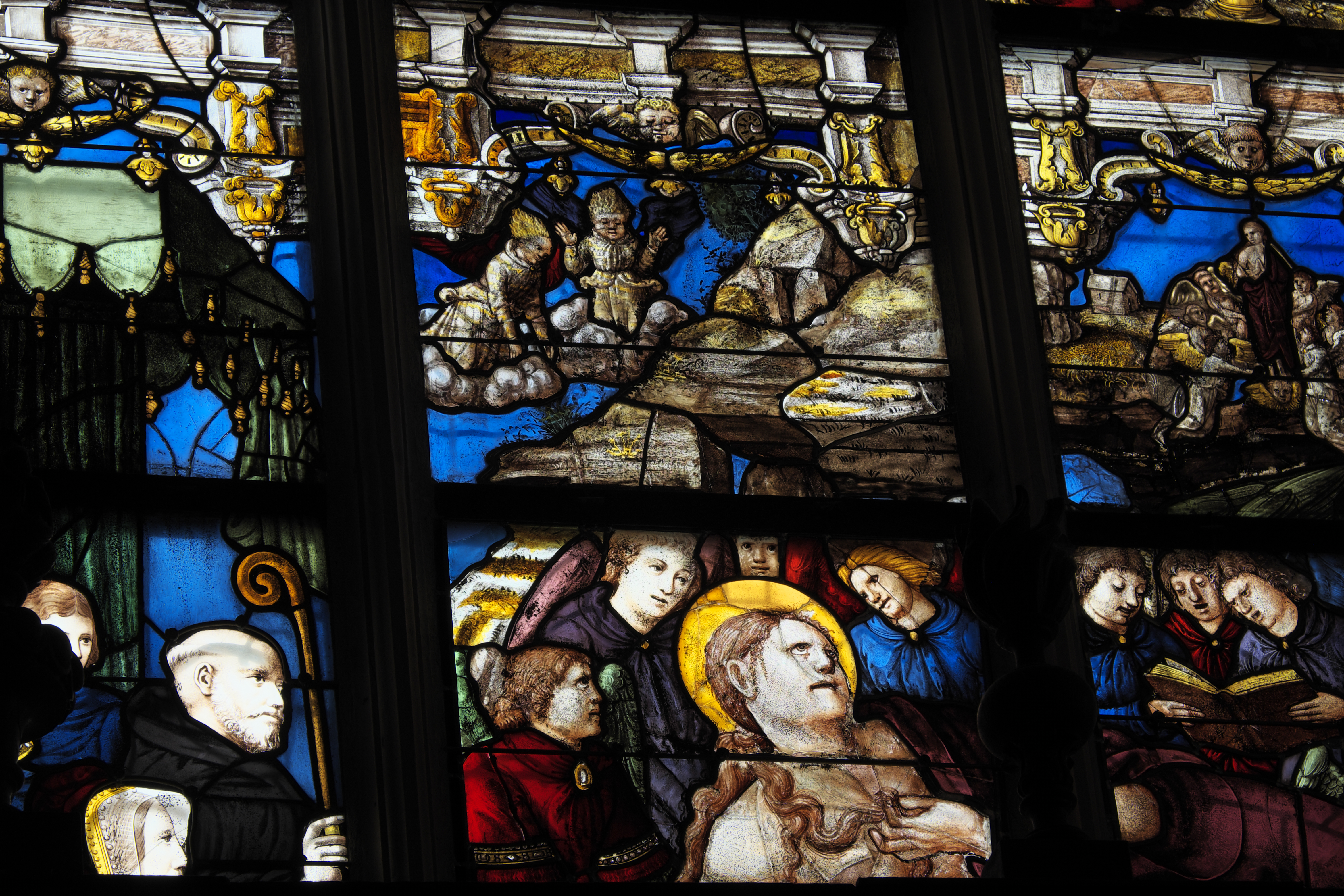
Ekstase der Maria Magdalena
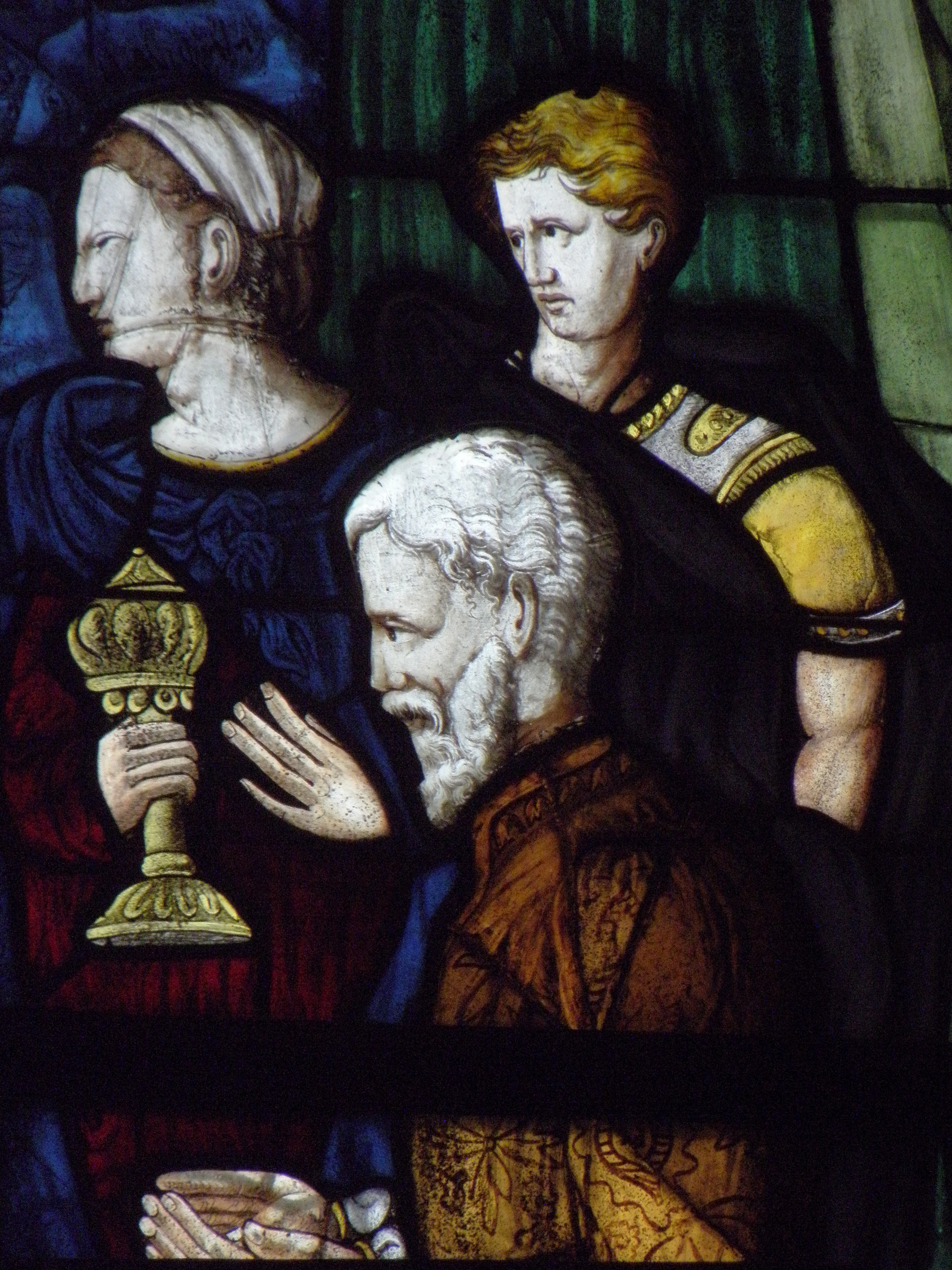
Guy III. d’Espinay (Mitte)

- Fenster 1

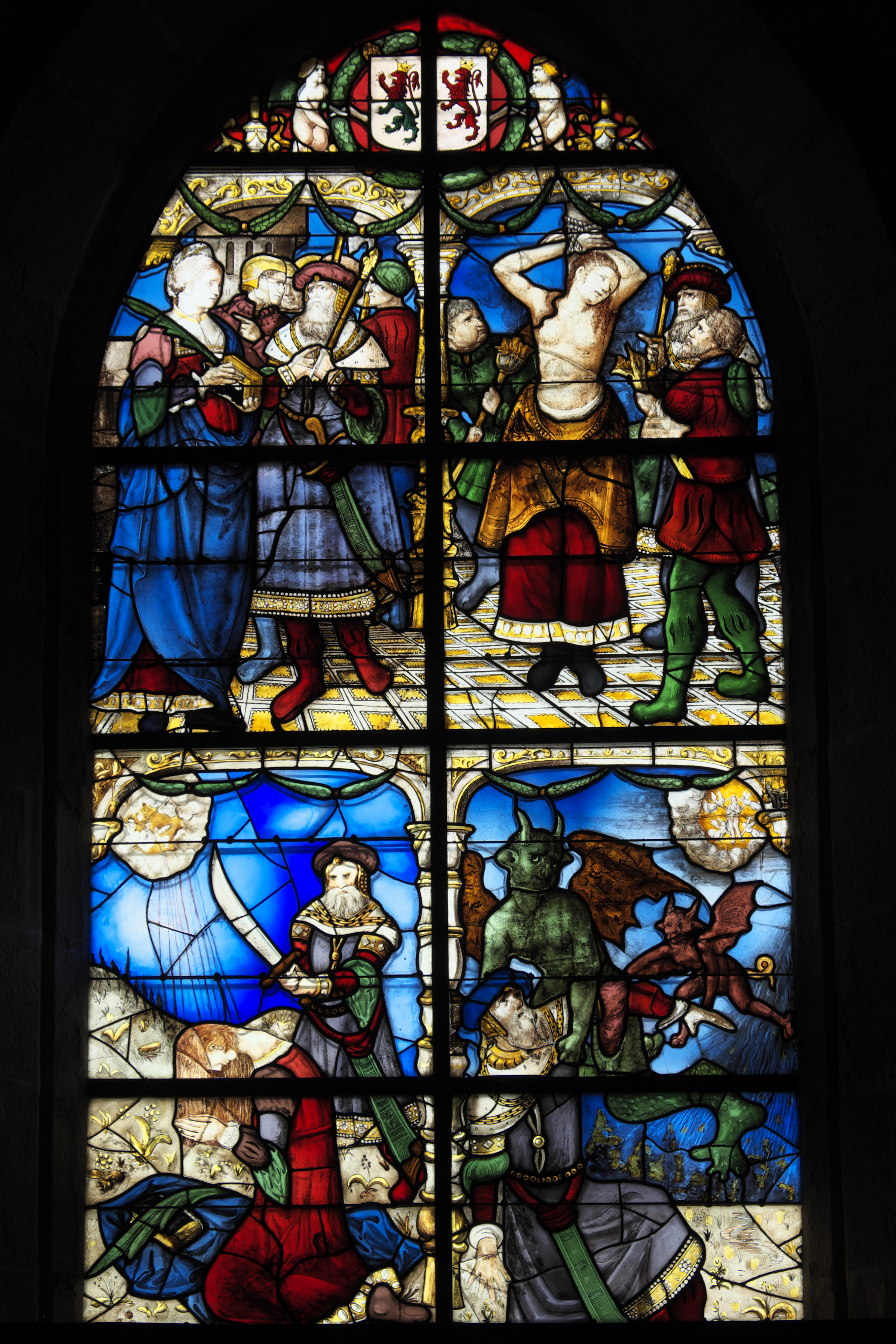
Barbarafenster

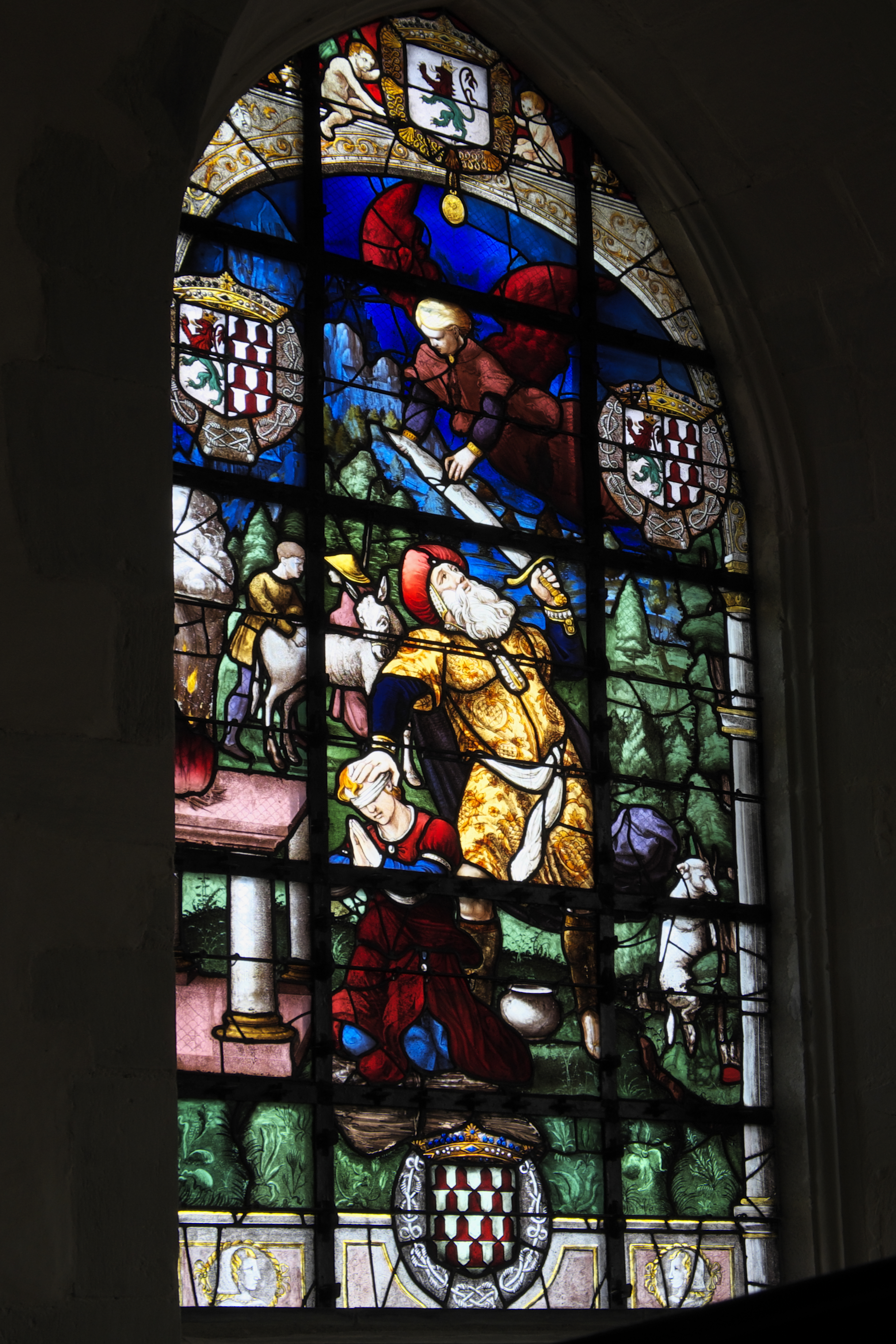
Opferung Isaaks

Das Fenster mit der Darstellung des Martyriums der heiligen Barbara in der Barbarakapelle (Chapelle Sainte-Barbe) wird um 1540 datiert. In der linken oberen Szene wird Barbara von ihrem Vater verurteilt, in der rechten oberen Szene wird sie gefoltert, in der linken unteren Szene wird sie mit dem Schwert enthauptet und in der rechten unteren Szene wird ihr Vater von Dämonen erwürgt. Im Hintergrund wird die Heilige von Engeln aufgenommen. Im Maßwerk halten Engel die Wappenschilde der Familie Espinay.
- Fenster 2

Das Fenster mit der Darstellung der Opferung Isaaks befindet sich in der Patronatskapelle (Chapelle seigneuriale), die sich südlich an den Chor anschließt. Die Kapelle beherbergte ursprünglich das Grabmal von Jean d’Espinay († 1591) und seiner Gemahlin Marguerite de Scepeaux, das während der Französischen Revolution zerstört wurde. Jean d’Espinay war Ritter des Michaelsorden und wurde von Heinrich III. zum Marquis ernannt. Das Fenster wurde vermutlich von seiner Witwe um 1594 gestiftet. Auf dem Fenster sind die Wappen der Familien Espinay und Scepeaux sowie ihre Allianzwappen dargestellt. Das Wappen von Jean d’Espinay wird von der Kette des Michaelsordens gerahmt.
- Fenster 3

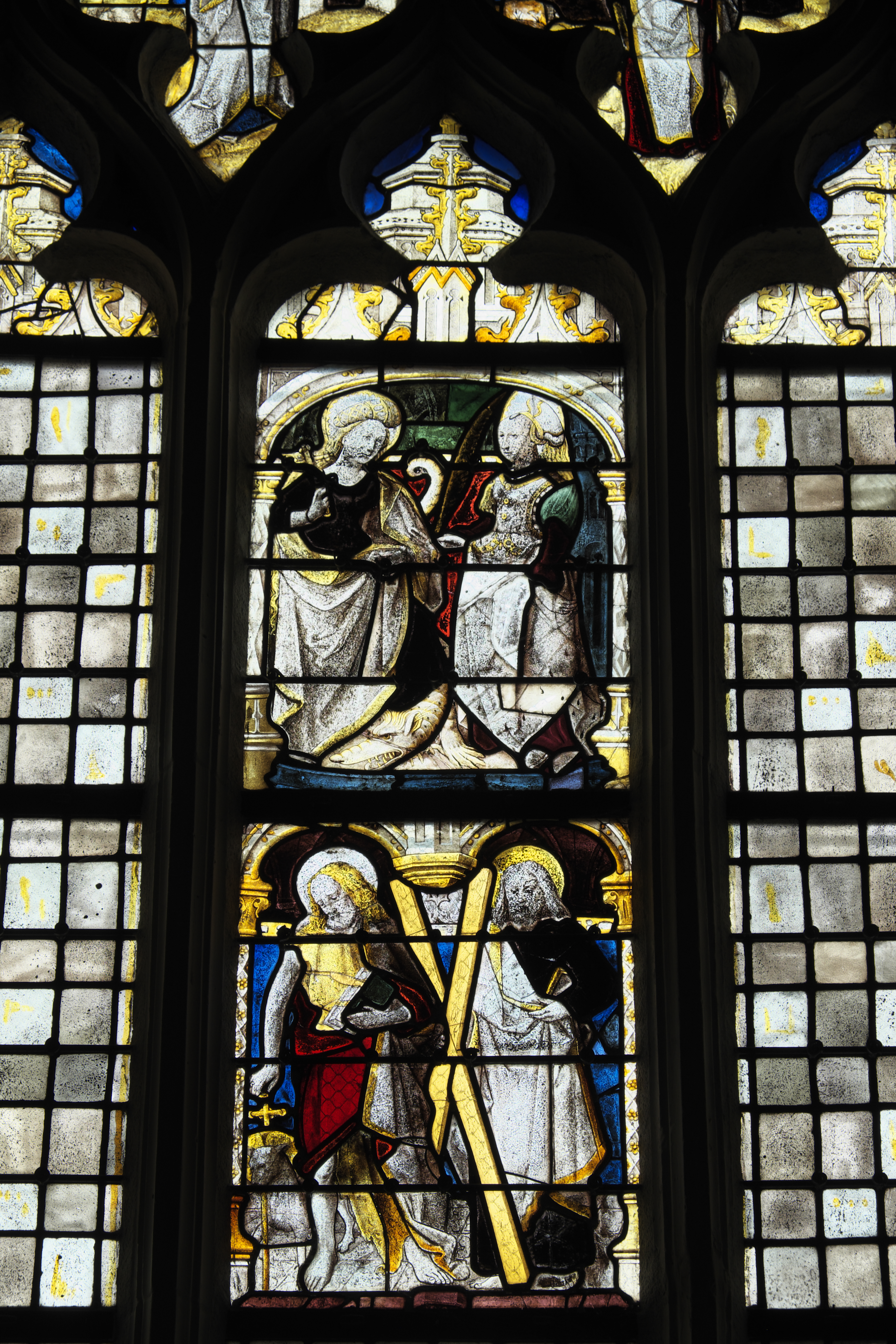
Fenster 3

Das älteste Fenster der Kirche befindet sich in der Marienkapelle (Chapelle de la Vierge), der alten Patronatskapelle, die sich im Norden an das Langhaus anschließt. Das dreibahnige Fenster wird um 1500 datiert. In der mittleren Lanzette sind oben die heilige Margareta und die heilige Barbara mit ihren Attributen, dem Drachen beziehungsweise dem Turm im Hintergrund, dargestellt. Auf den Scheiben darunter sieht man Johannes den Täufer mit dem Lamm Gottes und den Apostel Andreas mit dem Andreaskreuz. Im Maßwerk ist eine Kreuzigungsgruppe mit Maria und Johannes zu erkennen.

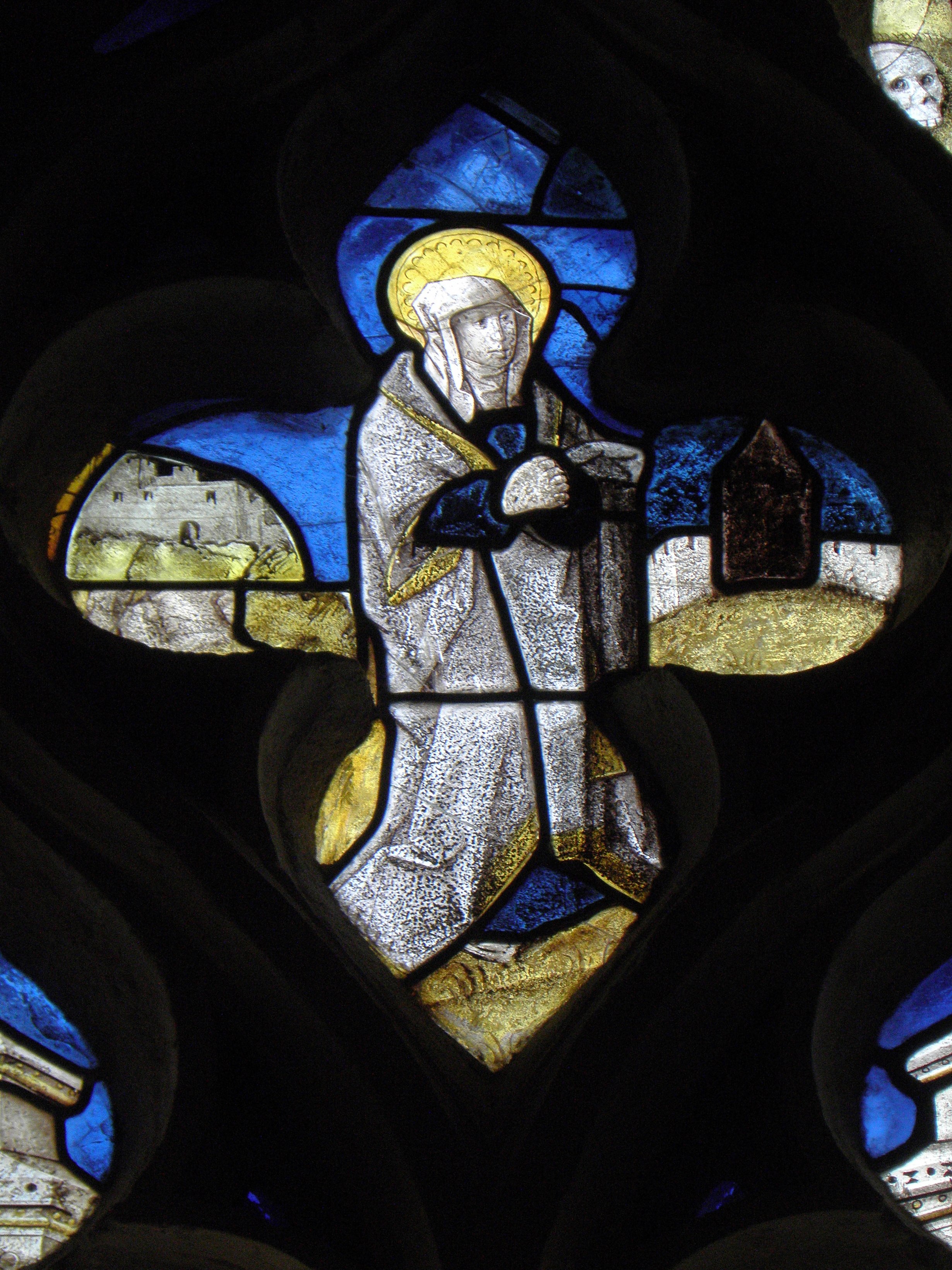
Maria
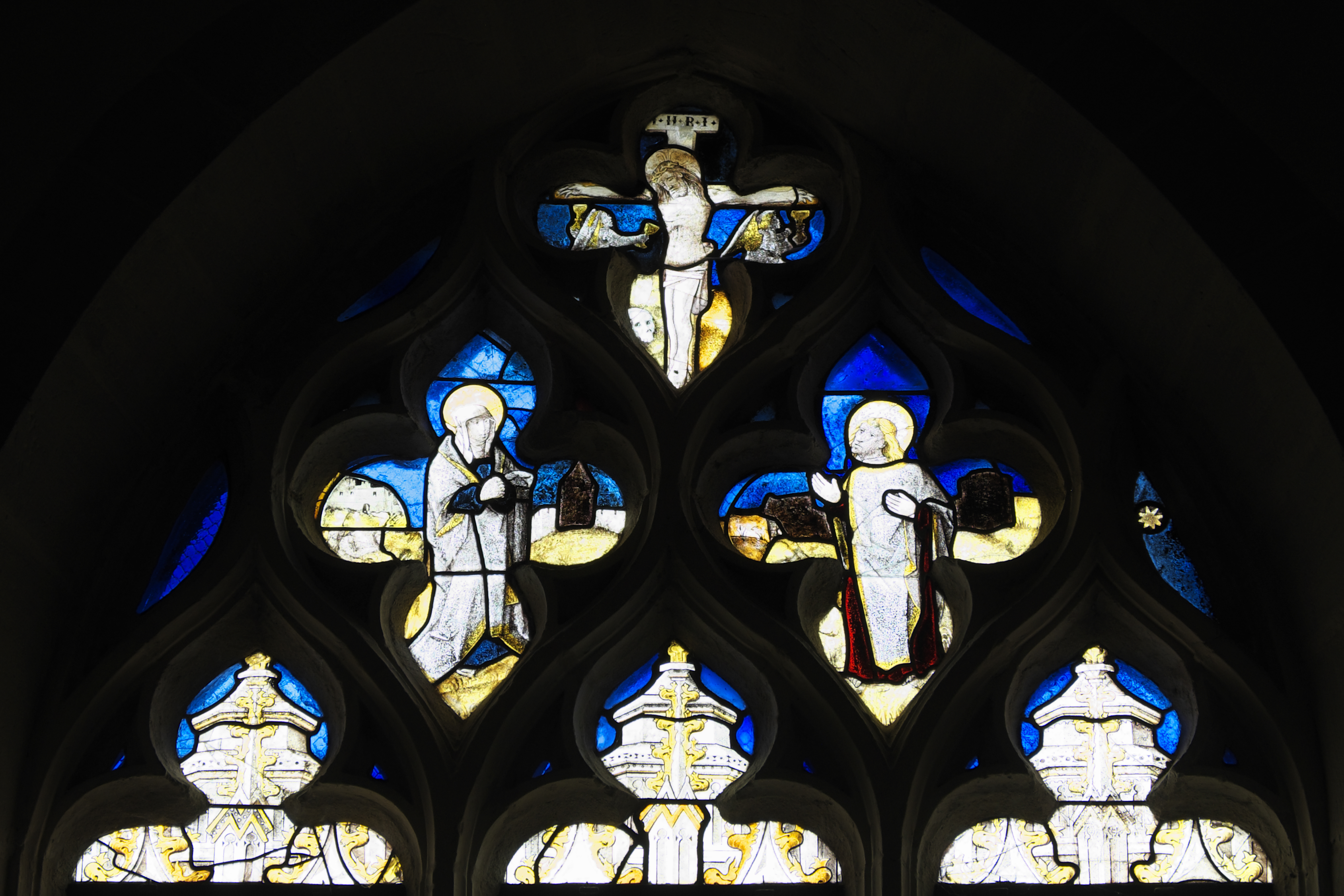
Maßwerk
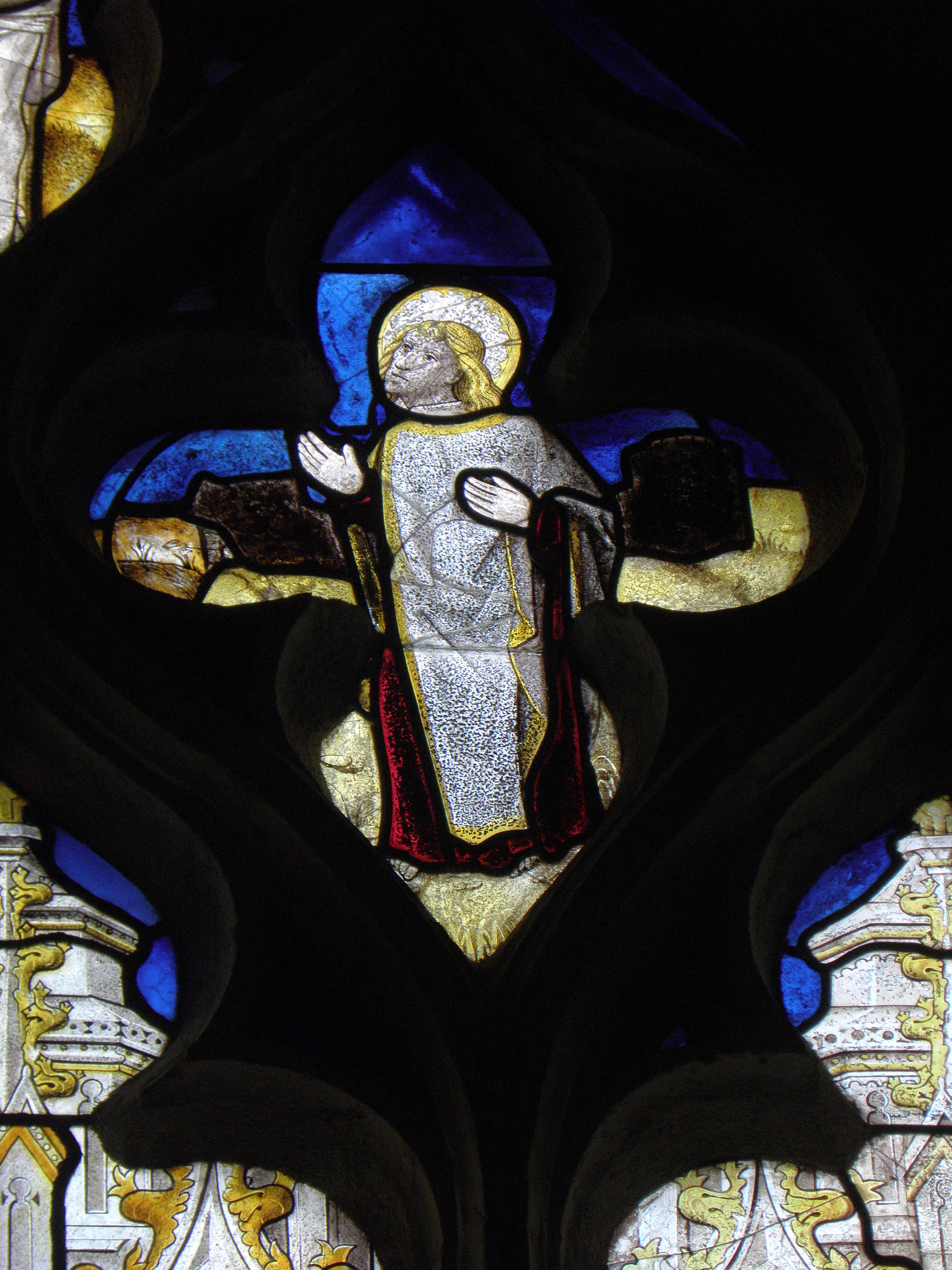
Johannes

- Fenster 8

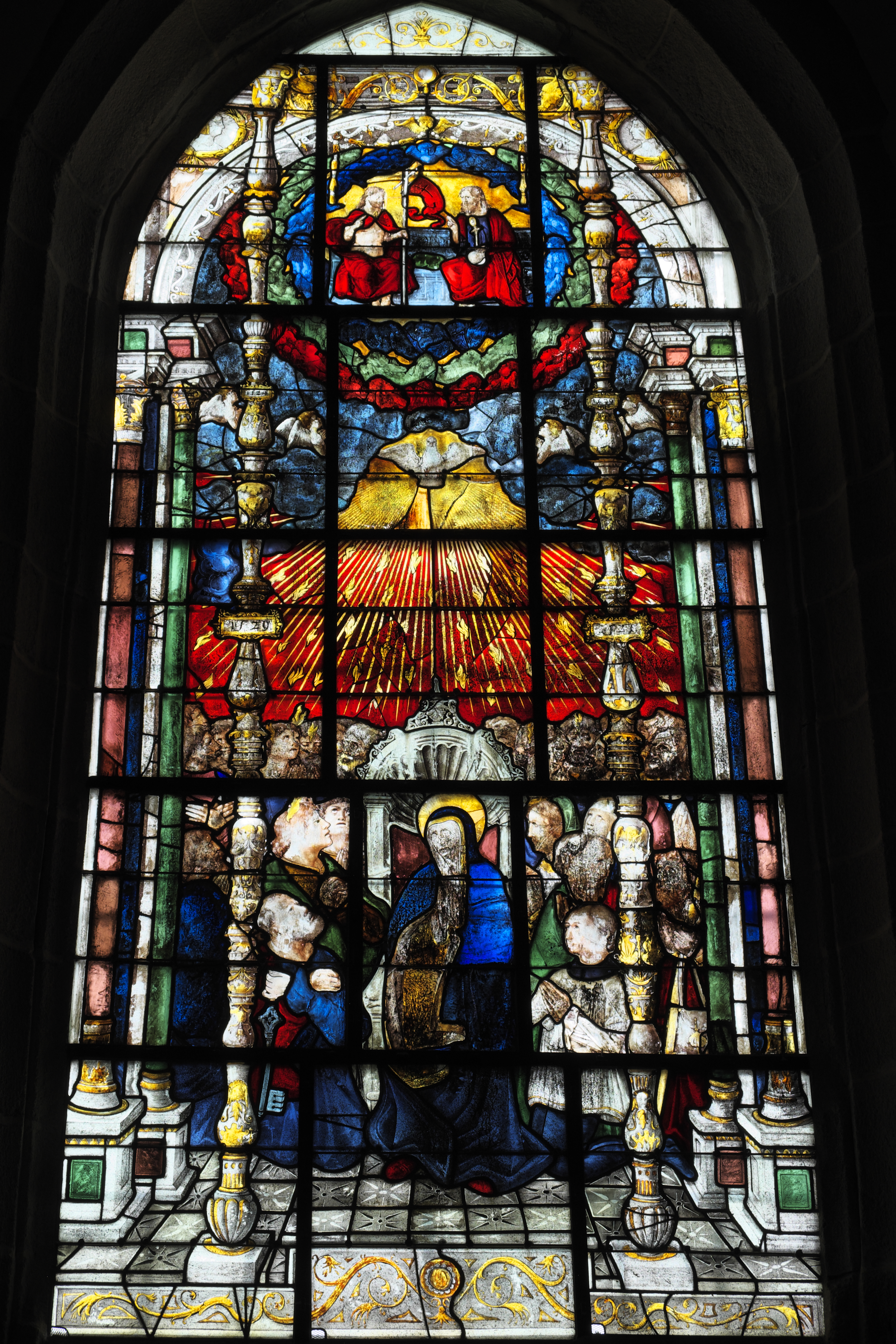
Pfingstfenster

Das Pfingstfenster in der Jakobskapelle (Chapelle Saint-Jacques) ist mit der Jahreszahl 1529 bezeichnet. Es stellt im Zentrum die Aussendung des Heiligen Geistes auf die Apostel und Maria dar. Neben Maria knien der Apostel Petrus, der einen großen Schlüssel in der Hand hält, und der Chorherr Jean Masure, der Stifter des Fensters. Oben ist die Dreifaltigkeit dargestellt. Die Ausführung des Fensters wird Jean Adrien (auch Adrian) zugeschrieben.

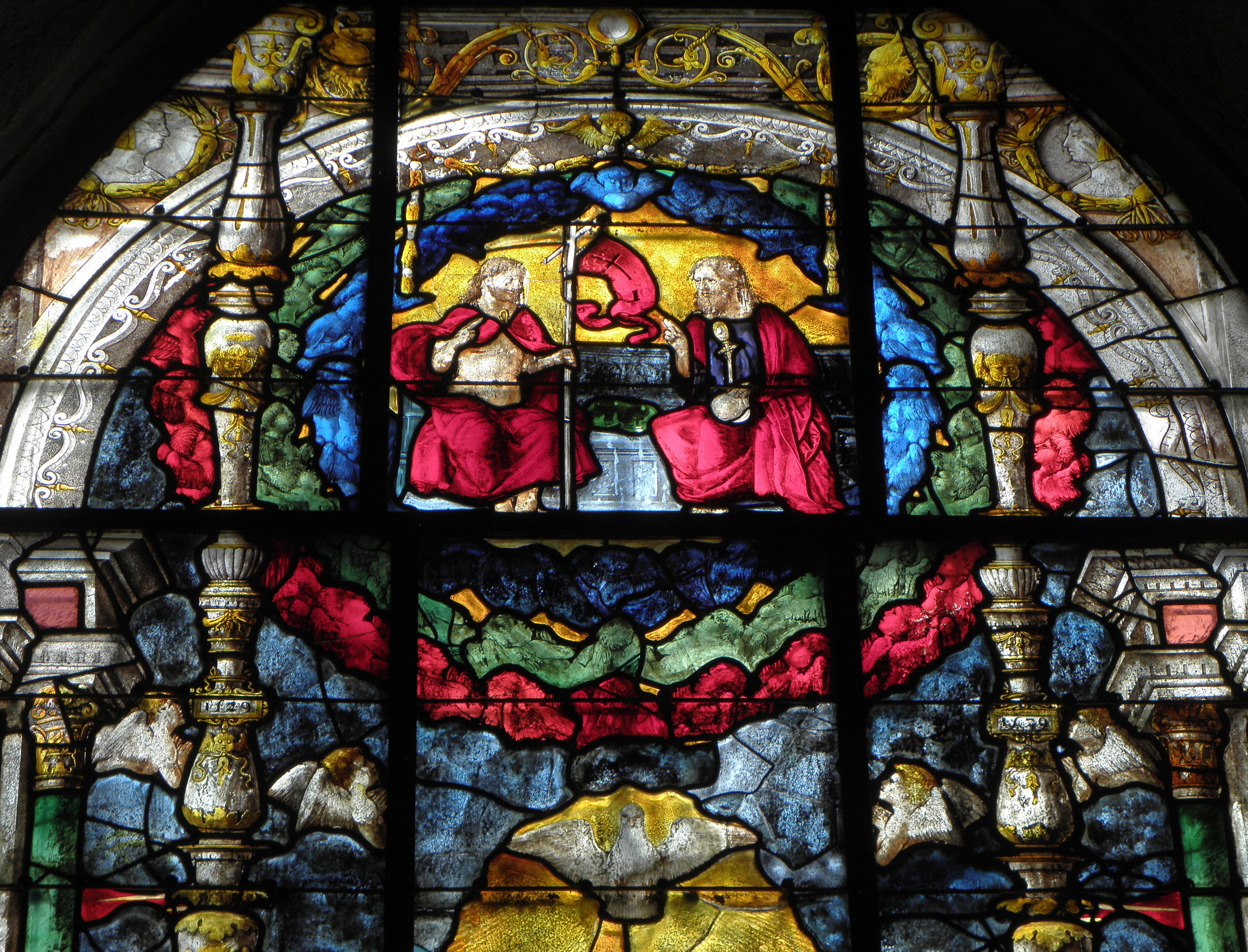
Dreifaltigkeit
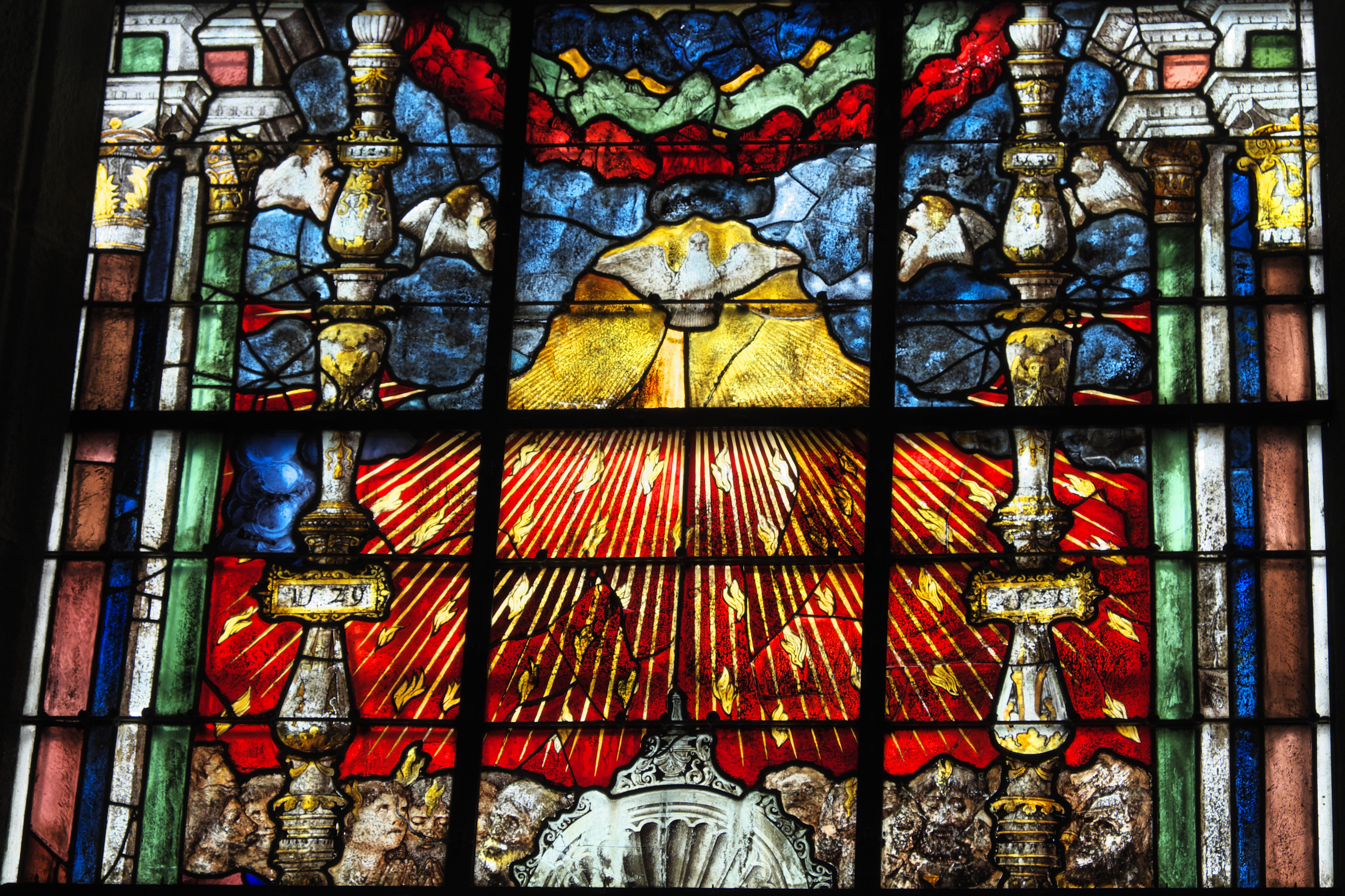
Aussendung des Heiligen Geistes, Jahreszahl 1529
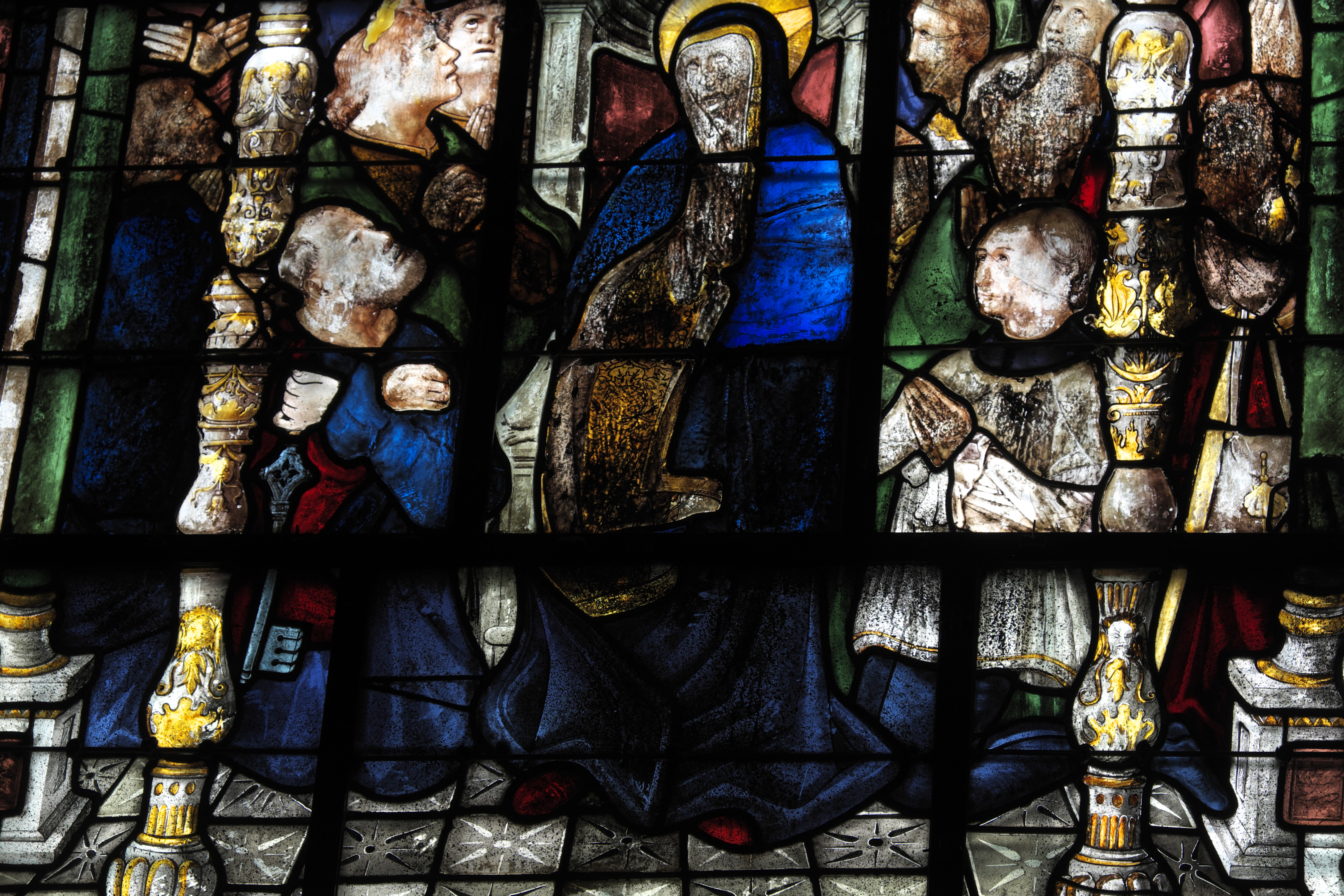
Maria mit Petrus und Jean Masure

## Chorgestühl

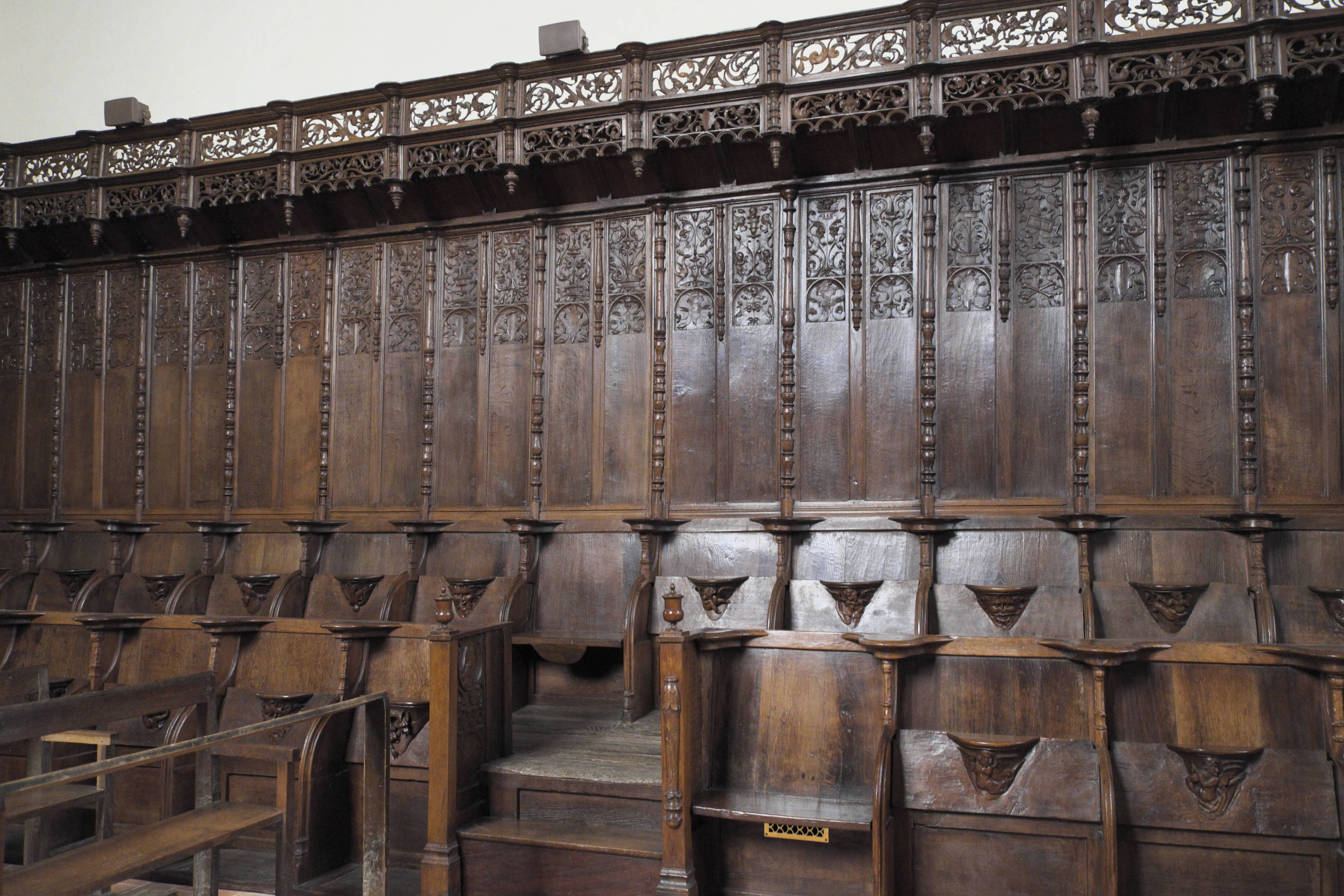
Chorgestühl

Das holzgeschnitzte Chorgestühl wurde vermutlich um 1535 von Guy III. d’Espinay und seiner Gemahlin Louise de Goulaine in Auftrag gegeben. Es besteht aus zwei Reihen mit je 27 Sitzen. Ursprünglich führte es vollständig um den Chor und war zum Kirchenschiff mit einem Lettner geschlossen, der in der Mitte des 18. Jahrhunderts abgebrochen wurde. Die Wangen und Rückwände sind mit Arabesken verziert, die Miserikordien weisen Reliefdarstellungen von Tieren, Köpfen und menschlichen Figuren auf.

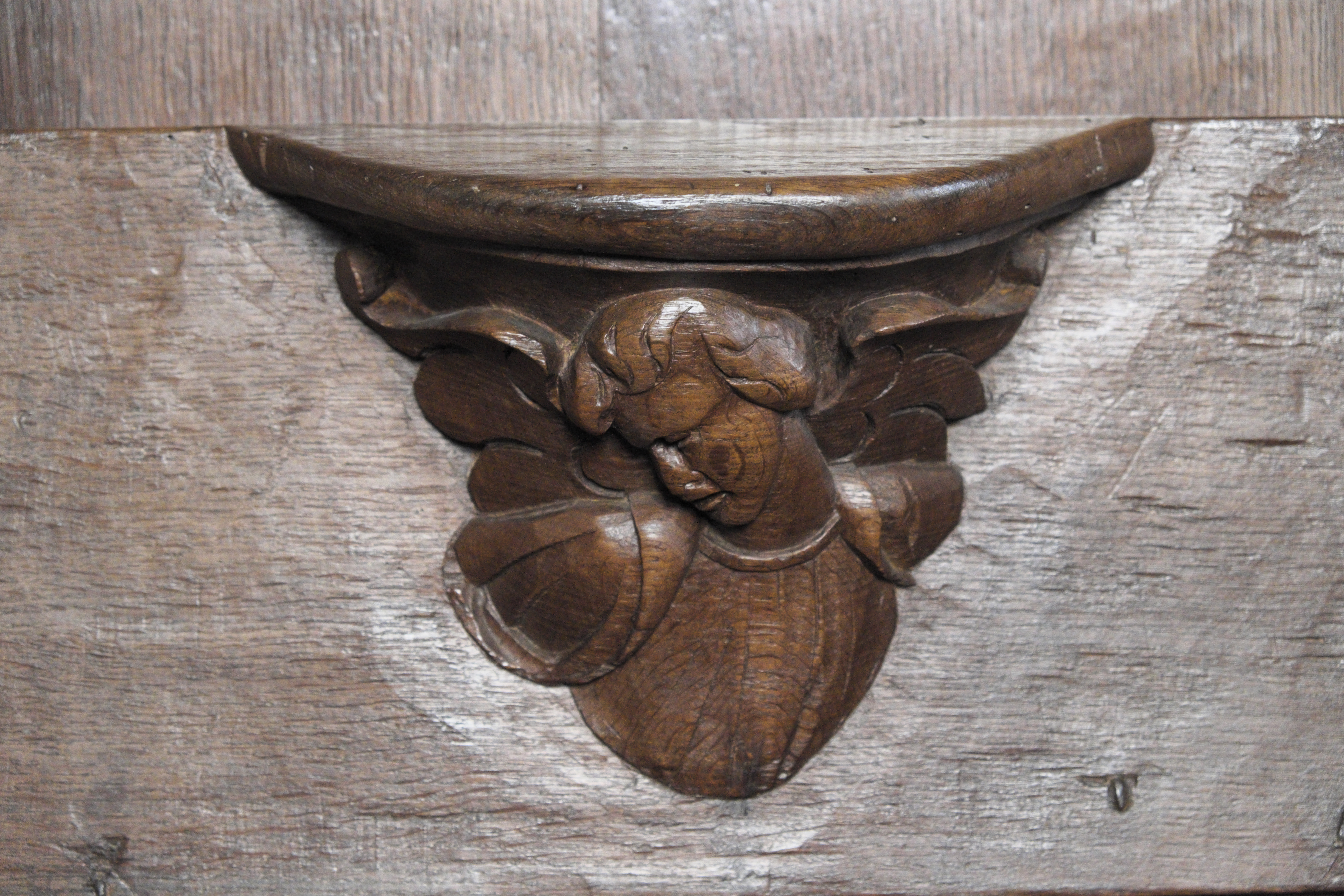
Miserikordie
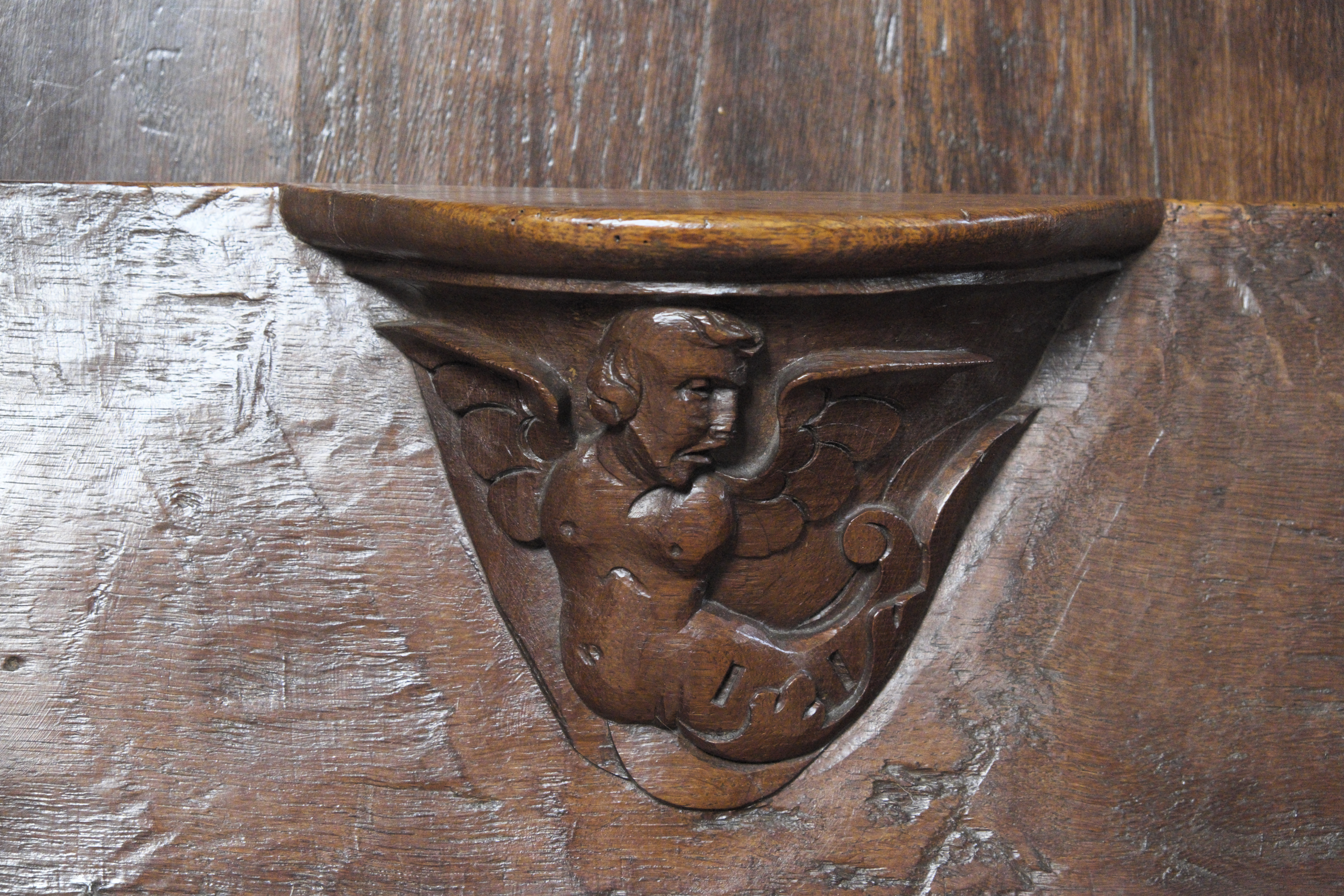
Miserikordie
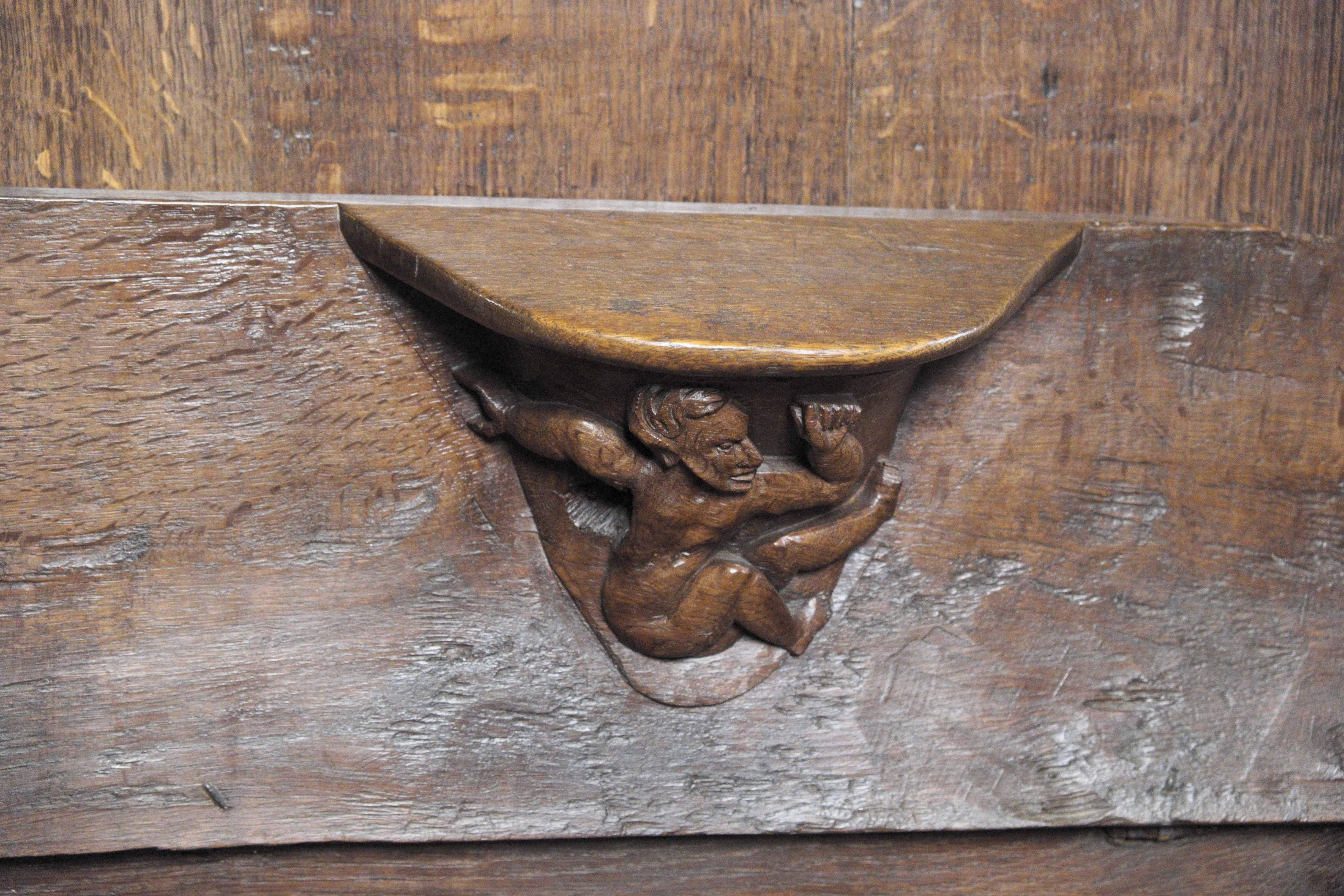
Miserikordie
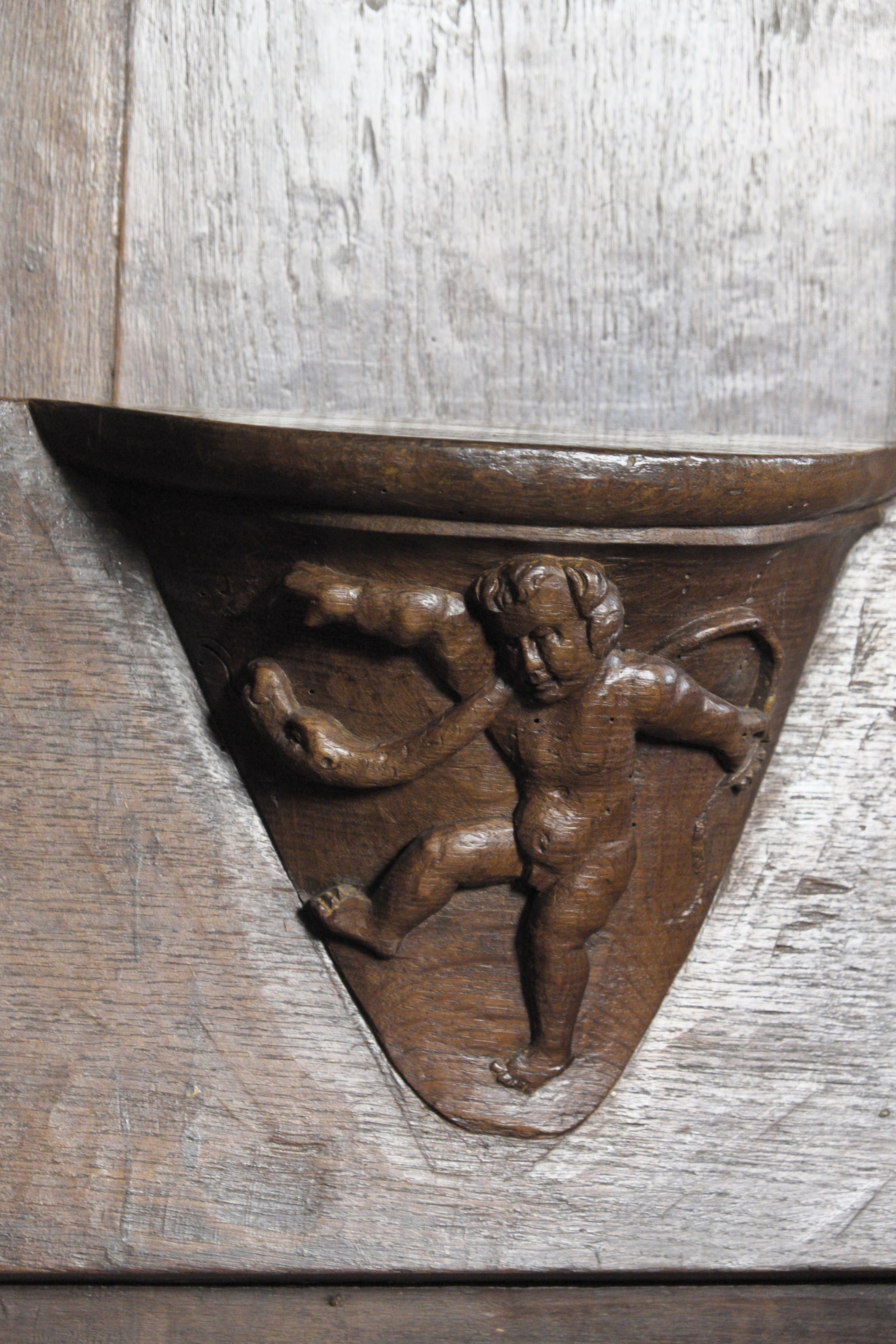
Miserikordie

## Weitere Ausstattung
- Der Hauptaltar wurde zwischen 1748 und 1750 von Pierre Gambier, Métivier und Le Roy ausgeführt. Auf ihm stehen die Figuren des Apostels Petrus, des Schutzpatrons der alten Pfarrkirche, die Kirchenpatronin Maria Magdalena und in der Mitte eine allegorische Darstellung des Glaubens.[10]
- Die Kanzel ist eine Arbeit aus dem 18. Jahrhundert. Auf dem Kanzelkorb ist Maria Magdalena, von Tränen umgeben und mit ihrem Attribut, dem Salbgefäß, dargestellt. Die Kanzel ist durch einen Außenaufgang zugänglich.[11]
- Der Altar der Jakobskapelle weist fünf holzgeschnitzte Relieftafeln aus der ersten Hälfte des 16. Jahrhunderts mit Szenen der Passion Christi auf. Auf den Tafeln sind die Geißelung Jesu, die Kreuztragung, die Kreuzigungsszene, die Kreuzabnahme und die heiligen Frauen am Grab dargestellt. Die Tafeln waren vermutlich ehemals am Lettner angebracht.[12][13]
- Das Taufbecken stammt aus dem 15./16. Jahrhundert. Der Deckel aus Messing wurde im 19. Jahrhundert erneuert.[14]

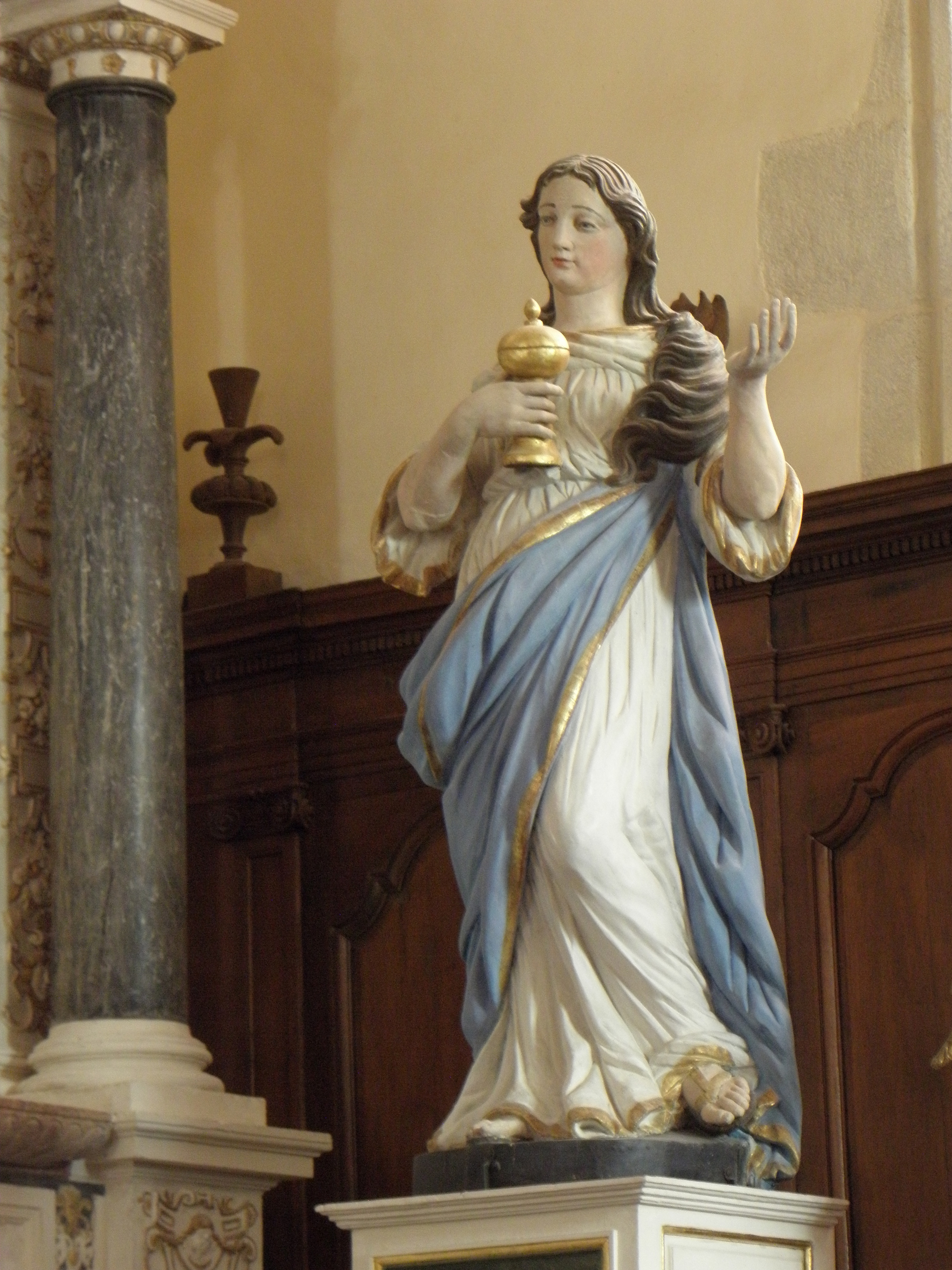
Maria Magdalena am Hauptaltar
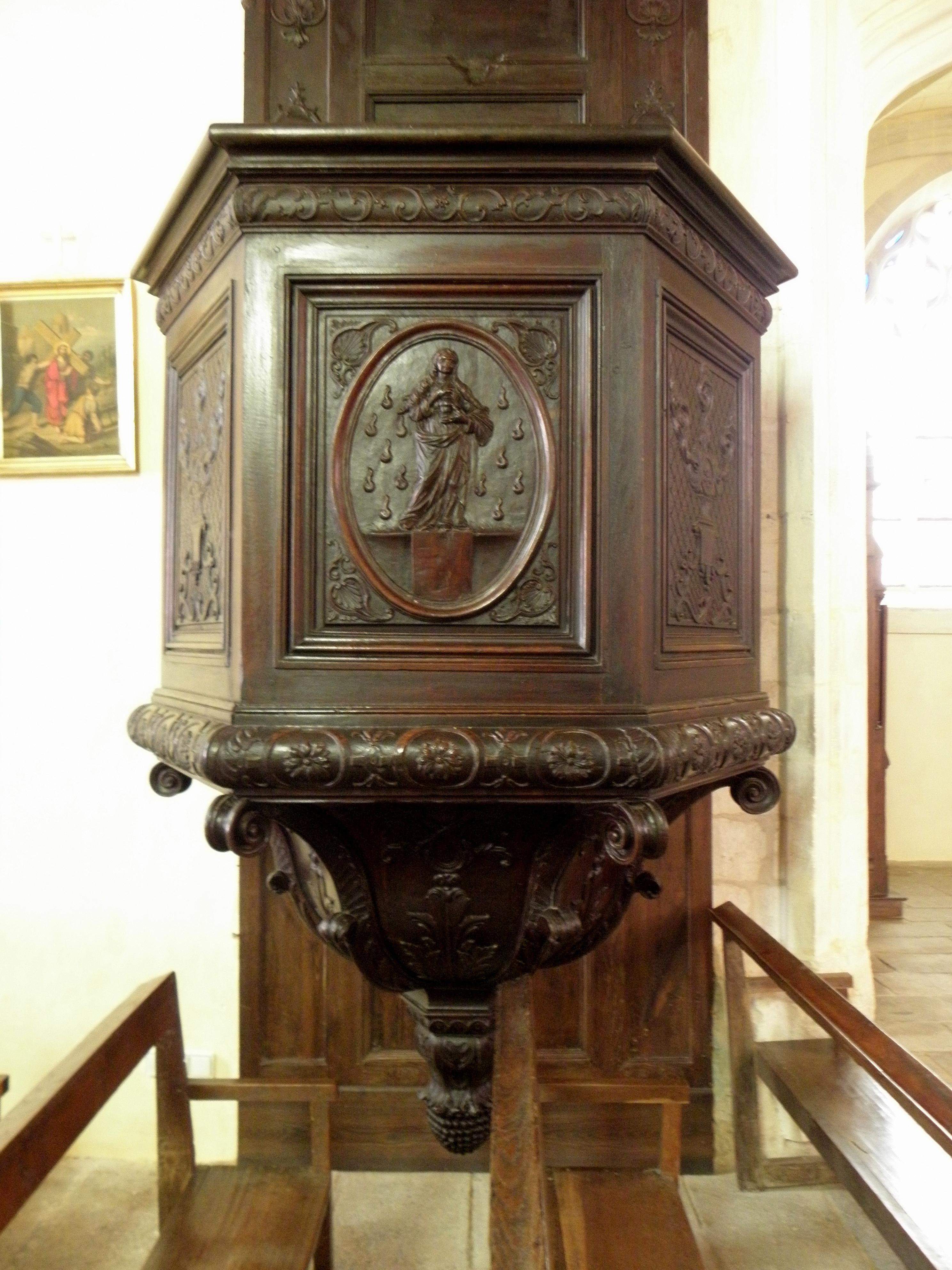
Kanzelkorb
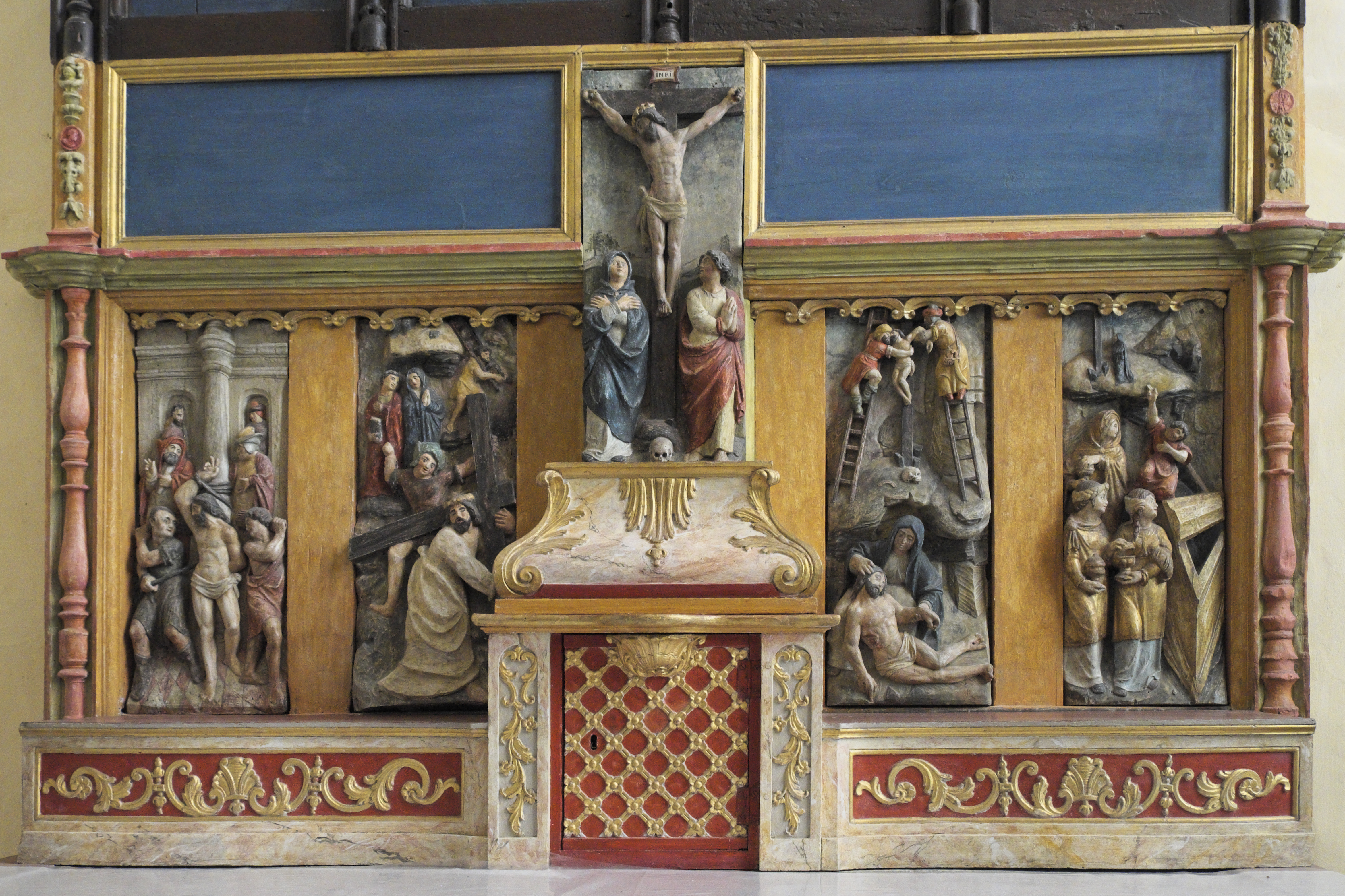
Passionsaltar
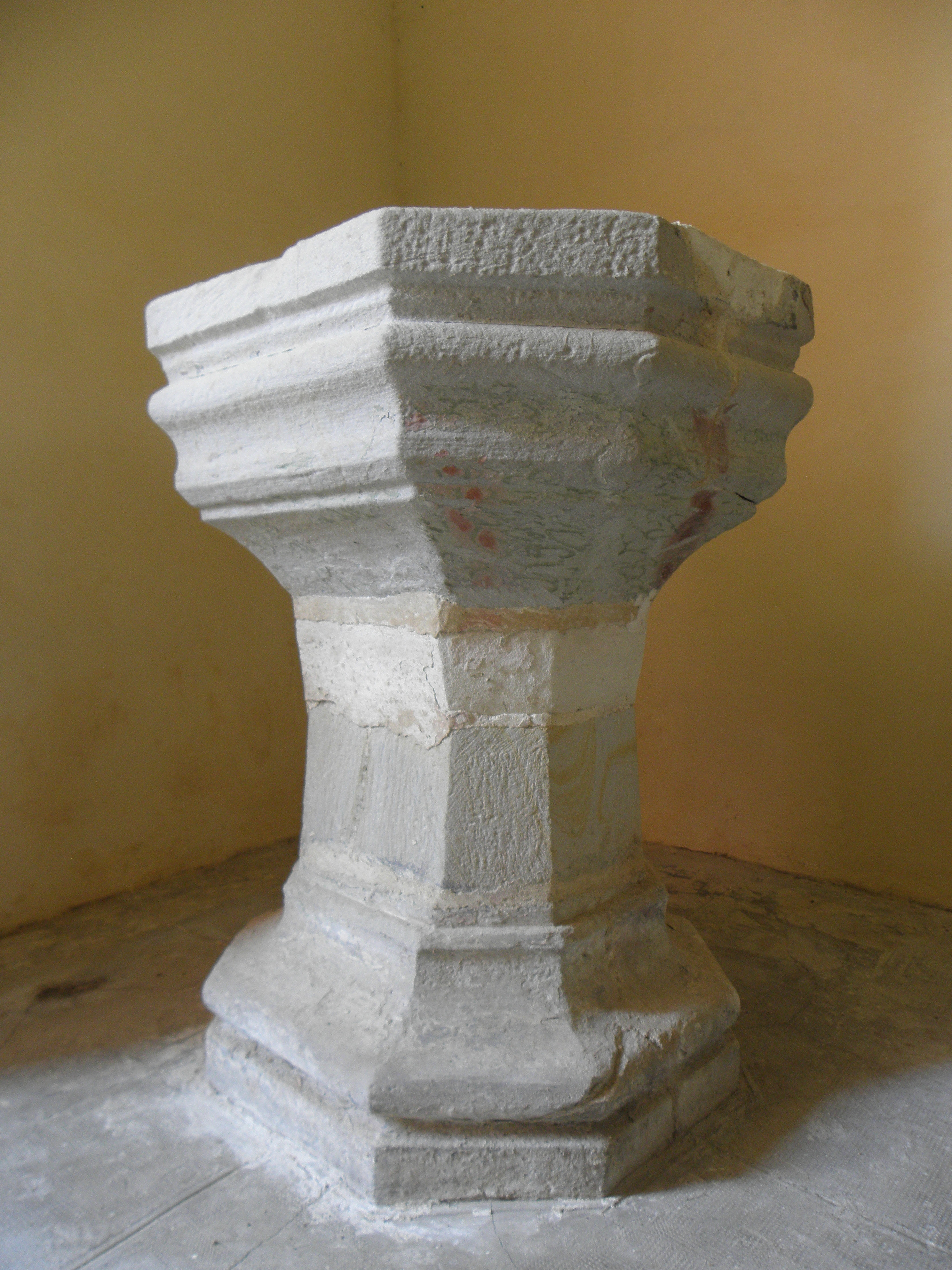
Taufbecken

## Grabmale
- Grabmal von Guy III. d’Espinay und Louise de Goulaine

Das in Form eines Triumphbogens gestaltete Grabmal von Guy III. d’Espinay und seiner Gemahlin Louise de Goulaine steht im Chor, seitlich des Hauptaltars. Es wurde 1552/53 von dem Architekten Jean de l’Espine aus Angers geschaffen. Ursprünglich waren die beiden Verstorbenen im unteren Teil als Transi, als nackte, in Verwesung übergehende Leichname dargestellt und im oberen Teil kniend und in prächtiger Kleidung. Die oberen Figuren gingen während der Französischen Revolution verloren.
- Grabmal von Claude d’Espinay

Das Grabmal von Claude d’Espinay, der Tochter von Guy III. d’Espinay und Louise de Goulaine, die im Jahr 1554 im Alter von 20 Jahren starb, steht in der Barbarakapelle an der Rückseite des Grabes ihrer Eltern. Das aus Kalkstein und Marmor gearbeitete Grabmal besitzt einen pyramidenartigen Aufbau. Es wurde zwischen 1555 und 1560 vermutlich ebenfalls von Jean de l’Espine ausgeführt.

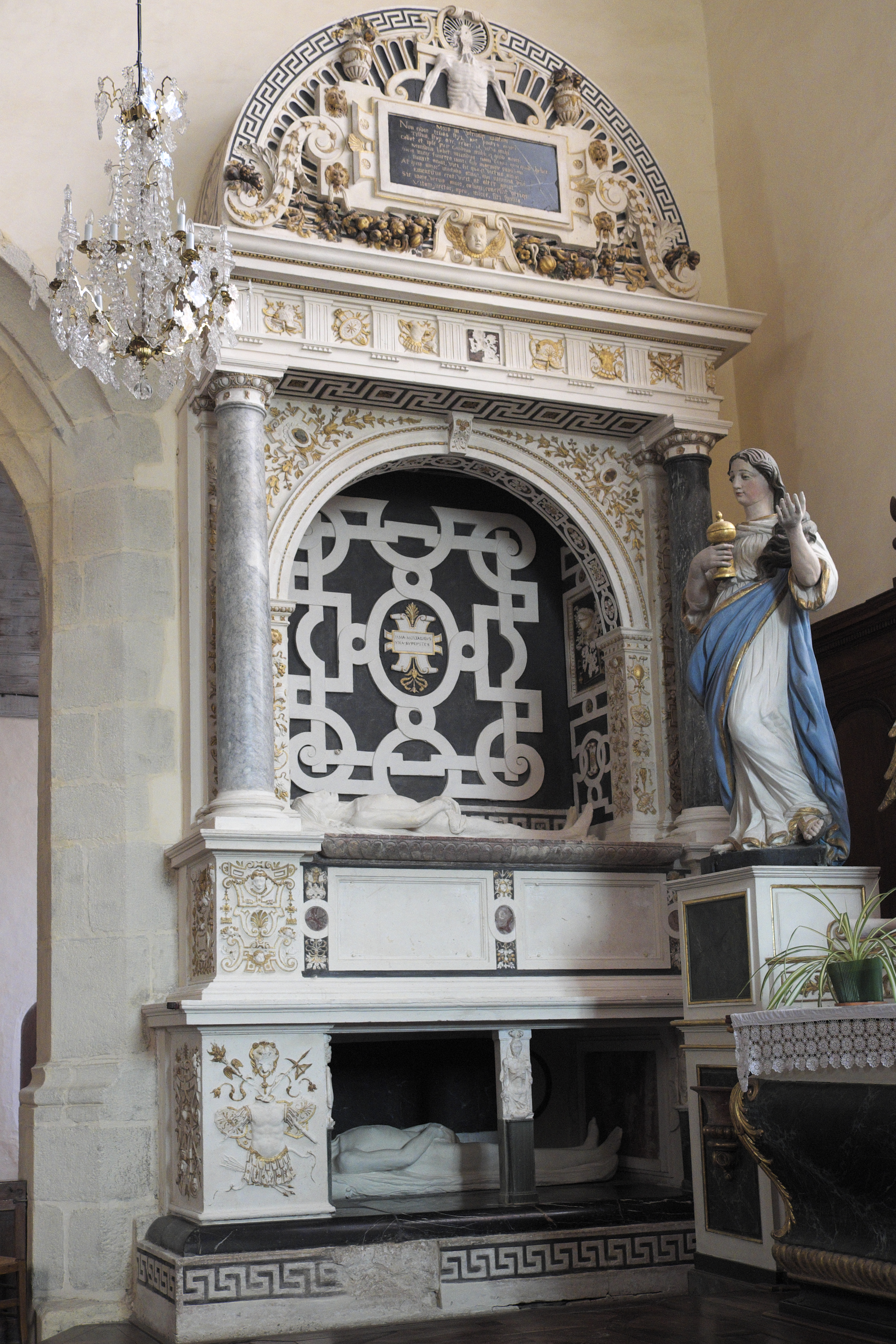
Grabmal von Guy III. d’Espinay und Louise de Goulaine
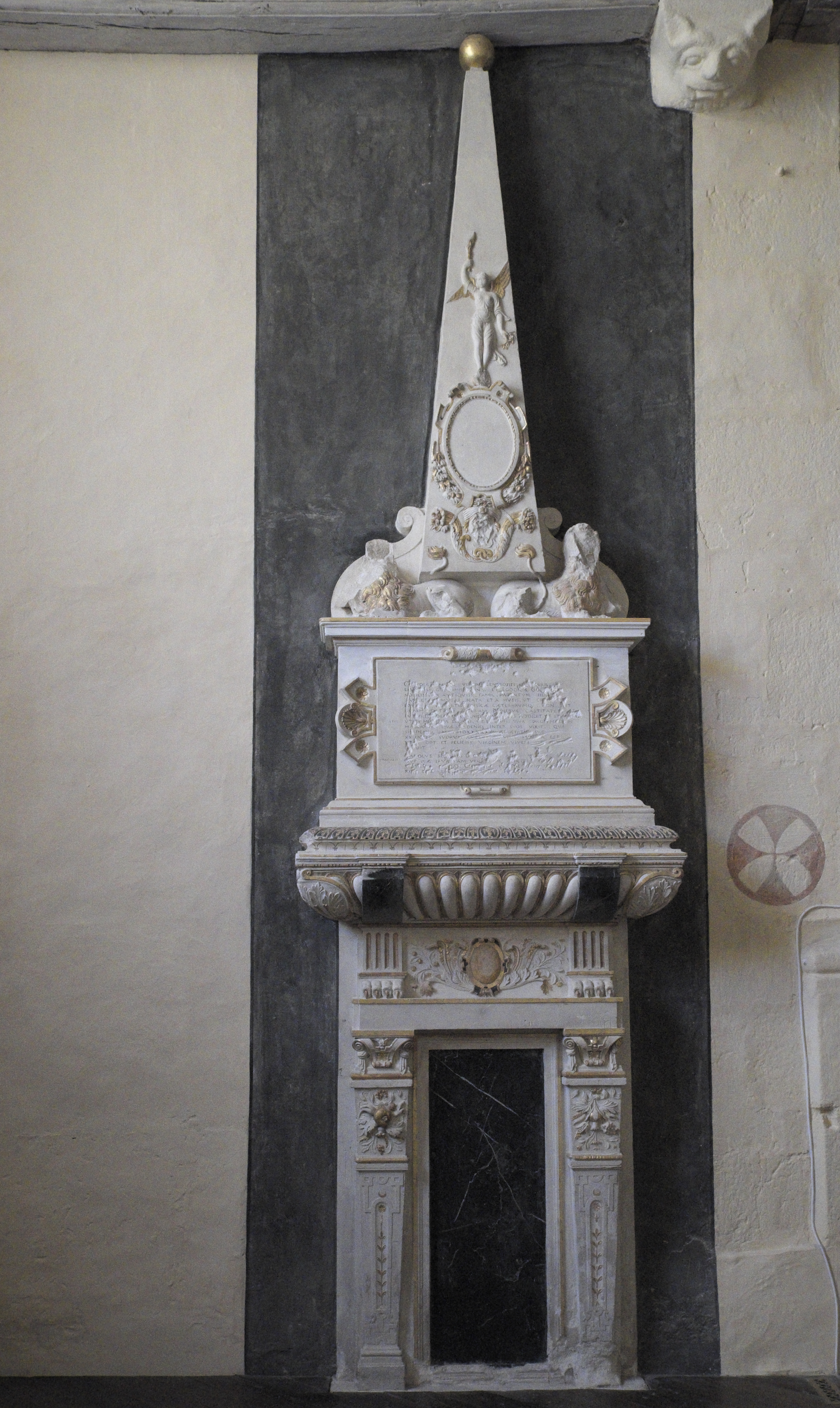
Grabmal von Claude d’Espinay